# Guerre d'Italia del XVI secolo
Le guerre d'Italia del XVI secolo, spesso indicate anche come grandi guerre d'Italia, o anticamente come «Guerre horrende d'Italia» secondo un'espressione usata dal Machiavelli, oppure Ruina d'Italia, furono una serie di conflitti, combattuti prevalentemente sul suolo italiano nella prima metà del XVI secolo (per la precisione durarono dal 1494 al 1559), aventi come obiettivo finale la supremazia in Europa.
Furono inizialmente scatenate da alcuni sovrani francesi, che inviarono nella penisola italiana le loro truppe, per far valere i loro diritti ereditari sul Regno di Napoli e poi sul Ducato di Milano. Da locali le guerre divennero in breve tempo di scala europea, coinvolgendo, oltre alla Francia anche la maggior parte degli Stati italiani, il Sacro Romano Impero, la Spagna, l'Inghilterra e l'Impero ottomano.
Casus belli del primo conflitto fu la rivalità tra le duchesse Beatrice d'Este e Isabella d'Aragona, che rivendicavano ambedue il controllo del ducato di Milano, e che spinsero rispettivamente il marito Ludovico Sforza e il padre Alfonso d'Aragona a intraprendere le ostilità.
Nel 1494, Carlo VIII di Francia calò in Italia andando a occupare il Regno di Napoli sulla base di una rivendicazione dinastica. Tuttavia, venne costretto ad abbandonare i territori occupati dopo la formazione di una Lega anti-francese (cui aderirono Venezia, Milano, il Papa, la Spagna, l'Inghilterra, Massimiliano d'Asburgo). Dopo la battaglia di Fornovo Carlo VIII lasciò l'Italia senza mantenere le conquiste territoriali, ma ciò fu solo l'inizio di una serie di guerre: l'Europa intera sapeva che l'Italia era una terra incredibilmente ricca e allo stesso tempo divisa in molteplici Stati, difesi da abili condottieri e mercenari, che erano disposti a combattere per il miglior offerente.
Nel tentativo di evitare gli errori del suo predecessore, Luigi XII di Francia annetté il ducato di Milano e firmò un accordo con Ferdinando re di Spagna (già governatore di Sicilia e di Sardegna) per condividere il Regno di Napoli. Tuttavia, Ferdinando abbandonò Luigi XII ed espulse le truppe francesi dal Mezzogiorno in seguito alle battaglie di Cerignola e del Garigliano. Dopo una serie di alleanze e tradimenti, il Papato decise di schierarsi contro il controllo francese su Milano e sostenne Carlo V, imperatore del Sacro Romano Impero. Dopo le battaglie di Bicocca e Pavia, la Francia, guidata dal re Francesco I, perse il controllo di Milano a favore degli Asburgo. Tuttavia le truppe protestanti tedesche, ammutinatesi a Carlo V, saccheggiarono Roma nel 1527: questo evento rappresentò un punto di svolta nello sviluppo delle guerre europee di religione e indusse Carlo V a concentrarsi sull'affermazione del protestantesimo nel Sacro Romano Impero.
Il successore di Francesco I, Enrico II di Francia, approfittò della situazione e cercò di stabilire la supremazia in Italia invadendo la Corsica e la Toscana. Tuttavia, la sua conquista della Corsica fu rovesciata dall'ammiraglio genovese Andrea Doria e le sue truppe in Toscana furono sconfitte dai fiorentini e dall'esercito imperiale nella Battaglia di Scannagallo. Con l'abdicazione di Carlo V, Filippo II di Spagna ereditò Milano e il Mezzogiorno mentre Ferdinando I d'Asburgo divenne imperatore. L'ultimo significativo scontro, la battaglia di San Quintino (1557), fu vinto da Emanuele Filiberto di Savoia per le forze spagnole e imperiali: ciò portò alla restaurazione in Piemonte, occupato dalla Francia precedentemente, di casa Savoia. Nel 1559 fu stipulata la Pace di Cateau-Cambrésis.

## La calata di Carlo VIII

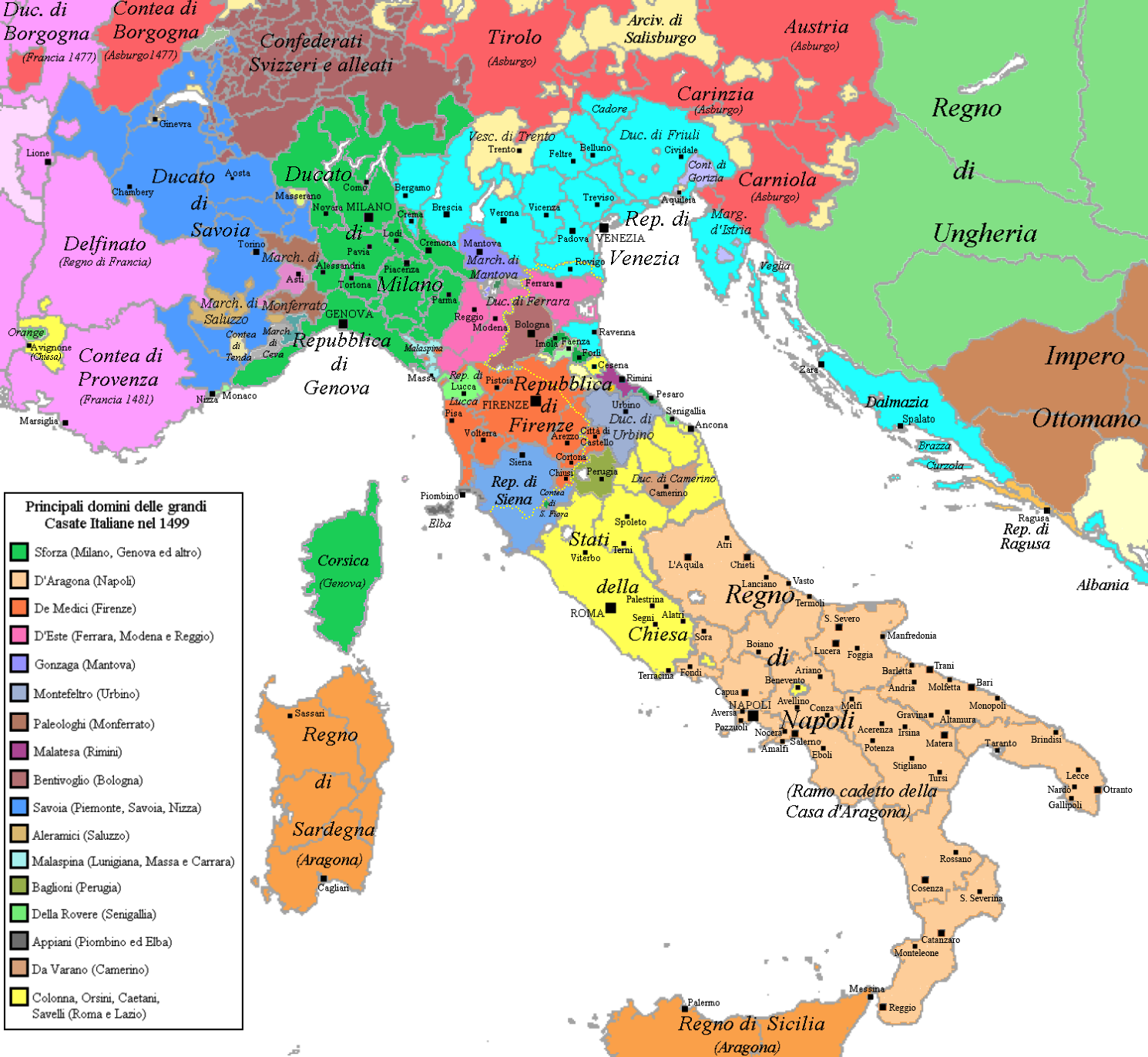
L'Italia rinascimentale prima e dopo la prima invasione Francese. La linea tratteggiata in giallo rappresenta il confine tra Patrimonio di San Pietro e Sacro Romano Impero Germanico. Delle casate regnanti in Italia, quella Aragonese costituiva un ramo cadetto della monarchia Spagnola.

### Premesse
La pace di Lodi, stipulata nel 1454 tra la repubblica di Venezia e il ducato di Milano, inaugurò tra gli Stati italiani un periodo quarantennale di sostanziale equilibrio nonché l'istituzione di una "Lega Italica" tra Venezia, Milano, Stato Pontificio, Repubblica di Firenze e Regno di Napoli. Se, sul piano commerciale ed economico, ciò contribuì a fare dell'Italia rinascimentale l'area più ricca d'Europa, sul piano politico e militare comportò il permanere di tanti principati regionali in un'epoca caratterizzata dalla formazione di grandi imperi e Stati nazionali.
Nel 1492 si manifestò di fatto la fine della lega Italica con la morte del suo "ago della bilancia", Lorenzo il Magnifico, e di Papa Innocenzo VIII, sostituito da Alessandro VI. Non essendoci di fatto più alcuna confederazione Italiana capace di legare tra loro gli Stati della penisola, volgevano i propri interessi verso l'Italia da una parte il vicino Regno di Francia, in espansione sin dalla vittoria nella guerra dei cento anni, e dall'altra, interessati a contrastare i francesi, sia il Sacro Romano Impero Germanico, cui gran parte dell'Italia del centro-nord formalmente apparteneva, che la Monarchia di Spagna, legata per parentela al ramo degli Aragonesi regnanti su Napoli. L'Italia rinascimentale si apprestava quindi a diventare il principale campo di battaglia d'Europa per i sessantacinque anni a venire.
Le ostilità furono aperte nel 1494 con la discesa in Italia del re Carlo VIII di Francia, spinto dalla rivendicazione del trono di Napoli in quanto discendente di Maria d'Angiò (1404-1463), sua nonna paterna. Gli stessi Stati italiani contribuirono a favorire tale impresa dimostrandosi favorevoli per diverse ragioni a un intervento francese nella penisola. Suo principale istigatore fu Ludovico Sforza, detto "il Moro", che fin dal 1480 governava Milano in qualità di reggente del giovane nipote Gian Galeazzo, non essendo dunque duca di diritto, ma solo de facto. Isabella d'Aragona, moglie di Gian Galeazzo e nipote di re Ferrante di Napoli (in quanto figlia di Alfonso duca di Calabria), soffriva per l'inettitudine del marito, completamente disinteressato al governo, né poteva sopportare che la cugina Beatrice d'Este, moglie di Ludovico e nipote anch'ella di Ferrante, fosse trattata come la vera duchessa di Milano.
Con la nascita, nel gennaio 1493, del primo figlio maschio, Ludovico si vide rimosso anche l'ultimo ostacolo (la mancanza di una discendenza legittima) che ancora gli impediva l'usurpazione completa del ducato. Isabella, temendo l'ambizione dei coniugi, domandò l'intervento del padre Alfonso d'Aragona, il cui impeto fu tuttavia frenato dal più saggio re Ferrante, il quale ripudiò la guerra, non volendo né turbare lo Stato, né far torto all'una o all'altra nipote. Quando però, nel gennaio 1494, Ferrante morì, Alfonso, salito al trono, non esitò a soccorrere la figlia con le armi. Ludovico escogitò allora di chiamare Carlo VIII in Italia, solleticandolo nel suo desiderio di conquista del regno di Napoli, affinché disperdesse le forze aragonesi, che non avrebbero così potuto marciare su Milano.
L'annuncio ufficiale e definitivo dell'impresa fu dato per la prima volta in Italia da Beatrice d'Este a Venezia, segretamente, il 30 maggio 1493. La Serenissima Repubblica, pur desiderando la rovina di Ferrante al fine di rafforzare e guadagnare porti veneziani in Puglia, si tenne inizialmente fuori da queste manovre, anzi avvisò il re di Napoli delle rivelazioni della duchessa. A Firenze, invece, furono gli avversari dei Medici a sostenere un'iniziativa francese, con la speranza che potesse portare a un cambiamento di regime politico. Infine, nello Stato Pontificio i cardinali avversi allo spagnolo papa Alessandro VI speravano che con la discesa di Carlo VIII si potesse deporre il papa ed eleggere al pontificato Giuliano della Rovere (il futuro papa Giulio II).

La spedizione fu preceduta da un'accurata preparazione diplomatica e dalla mobilitazione di un'ingente forza militare: il re si assicurò la neutralità delle maggiori potenze europee grazie a una serie di concessioni territoriali e finanziarie: con il trattato di Senlis del 1493 lasciò le regioni dell'Artois e della Franca Contea a Massimiliano I d'Asburgo, Imperatore di Germania e Arciduca d'Austria; con il trattato di Barcellona cedette a Ferdinando II d'Aragona la Cerdagna e il Rossiglione lungo il versante francese dei Pirenei; mentre a Enrico VII Tudor promise ingenti elargizioni finanziarie in cambio di un non intervento inglese. Da un punto di vista militare le forze dispiegate da Carlo VIII mostrarono tutta la potenza francese di quel tempo: ventimila uomini armati, con un corpo d'artiglieria innovativo e una numerosa cavalleria, contribuirono a rendere ancora più evidente l'inferiorità dei singoli Stati italiani, con i loro piccoli apparati militari di mercenari. Seppur il casus belli fosse la rivendicazione degli antichi diritti che il re di Francia vantava sul Regno di Napoli, il progetto era ben più ambizioso: dalla conquista del Regno di Napoli, il re di Francia intendeva muovere a un generalizzato dominio di tutta l'Italia e, in un secondo momento, organizzare una crociata contro i turchi per la riconquista della Terra santa.

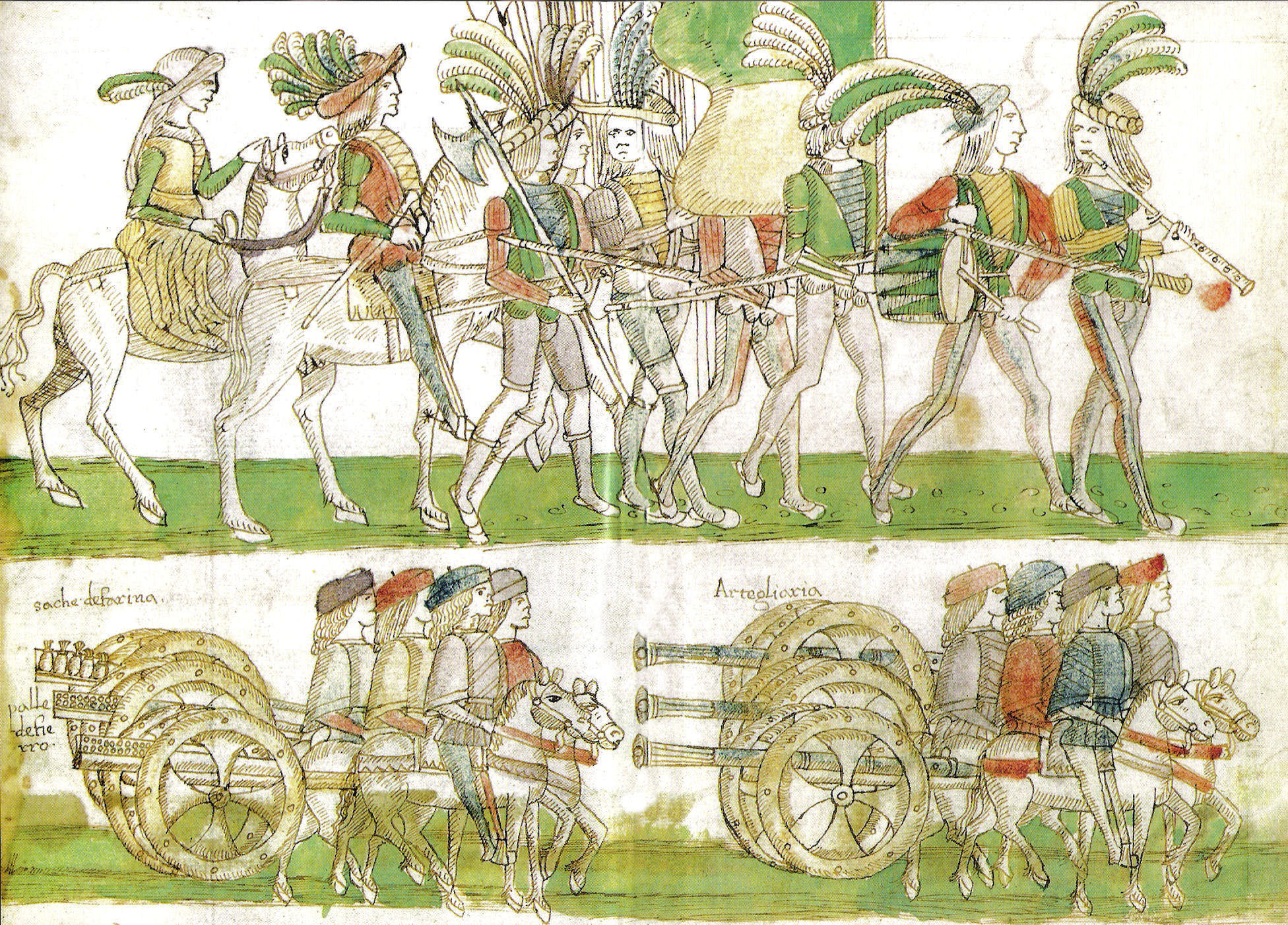
Ingresso delle truppe francesi a Napoli, il 22 febbraio 1495, dalla Cronaca figurata del Quattrocento di Melchiorre Ferraiolo

### Discesa e ritirata di Carlo VIII
In cinque mesi, dal settembre 1494 al febbraio 1495, Carlo VIII percorse l'Italia lungo l'antica via Francigena senza dover realmente combattere. Valicate le Alpi, attraversò gli Appennini al Passo della Cisa. Entrò quindi nel territorio della Repubblica di Firenze, dove l'inerzia di Piero di Lorenzo de' Medici gli permise di occupare la fortezza di Sarzanello e la Rocca Ghibellina (a Pietrasanta) nonché Pisa e Livorno. Carlo VIII, in cerca di alleati nella penisola, si fermò a Pisa dove fu accolto dalle autorità fiorentine che all'epoca controllavano la città. A Pisa incontrò l'Orlandi che, a differenza delle truppe fiorentine, sapeva parlare francese. Orlandi spiegò al monarca francese le condizioni del popolo pisano e, commosso dal suo discorso, decise di supportare la causa Pisana. Infatti i Pisani si ribellarono contro il controllo fiorentino, cacciarono via le truppe presenti in città e proclamarono la Seconda Repubblica Pisana. L'epopea Pisana è un'altra pagina che continuò anche dopo la ritirata di Carlo VIII fino al 1509. Carlo giunse così a Firenze il 17 di novembre, accolto come "nuovo Ciro" dal domenicano Girolamo Savonarola, che aveva appena cacciato i Medici e istituito un regime teocratico e filo-francese nella Repubblica. Arrivato a Roma il 31 dicembre, non incontrò opposizione da parte di Alessandro VI, che anzi riconobbe i diritti francesi su Napoli.
Raggiunta la città di Monte San Giovanni Campano nel Regno di Napoli, Carlo VIII inviò messaggeri al castello di Napoli al fine di ottenere la resa della guarnigione napoletana; quest'ultima, invece, uccise e mutilò gli inviati e rimandò i corpi alle linee francesi. Tale offesa fece infuriare i francesi che, il 9 febbraio 1495, presero il castello grazie al fuoco dell'artiglieria e, una volta entrati d'assalto, massacrarono tutti coloro che erano rimasti all'interno, un evento che venne poi chiamato "sacco di Napoli". Nella conquista di Napoli, Carlo fu anche avvantaggiato da rivolte antiaragonesi avvenute inizialmente in Abruzzo e poi nel resto del regno. Il successo di Carlo VIII spaventò anche le stesse forze che ne avevano favorita inizialmente la discesa. Queste si coalizzarono in un'alleanza antifrancese, detta "Lega di Venezia", formata dopo intense trattative intercorse tra la Serenissima, promotrice del patto, e Milano, Spagna e Sacro Romano Impero. Alla fine, la coalizione comprese l'Impero, il Ducato di Milano, la Spagna, lo Stato Pontificio, la Repubblica di Firenze, il Ducato di Mantova e la Repubblica di Venezia.

### Assedio di Novara
Nel frattempo Luigi d'Orleans, cugino del re, pensò d'approfittare della debolezza economica di Ludovico il Moro per attuare il proprio disegno di conquista del ducato di Milano, che riteneva suo di diritto, essendo egli discendente di Valentina Visconti. L'11 giugno occupò con le proprie truppe la città di Novara, che gli si diede per tradimento, e si spinse sino a Vigevano. Il tracollo nervoso di Ludovico - che fu colpito, come pare, da un ictus - l'ambiguità degli alleati e la mancanza di denaro per le paghe dei soldati sembrarono inizialmente volgere la situazione a favore del duca d'Orleans, ma il pronto intervento della duchessa Beatrice d'Este, che prese in mano il governo del ducato e la conduzione dell'assedio di Novara, ristabilì l'ordine, cosicché l'impresa dell'Orleans si risolse in un nulla di fatto.
Dopo aver stabilito un governo filo-francese a Napoli, Carlo VIII iniziò a marciare verso nord per far ritorno in Francia, spaventato dalla possibilità di rimanere isolato nell'Italia meridionale. Tuttavia, nella piccola città di Fornovo, a una ventina di chilometri da Parma, nel Ducato di Milano, s'imbatté in un esercito italiano della Lega di Venezia, guidato dal condottiero Francesco II Gonzaga, marchese di Mantova. La battaglia di Fornovo venne combattuta il 6 luglio 1495; dopo un'ora di scontri l'esercito della Lega fu costretto a ripiegare attraverso il fiume Taro, mentre i francesi continuarono a marciare verso Asti, lasciando tuttavia dietro di sé le proprie carrozze e vettovaglie.

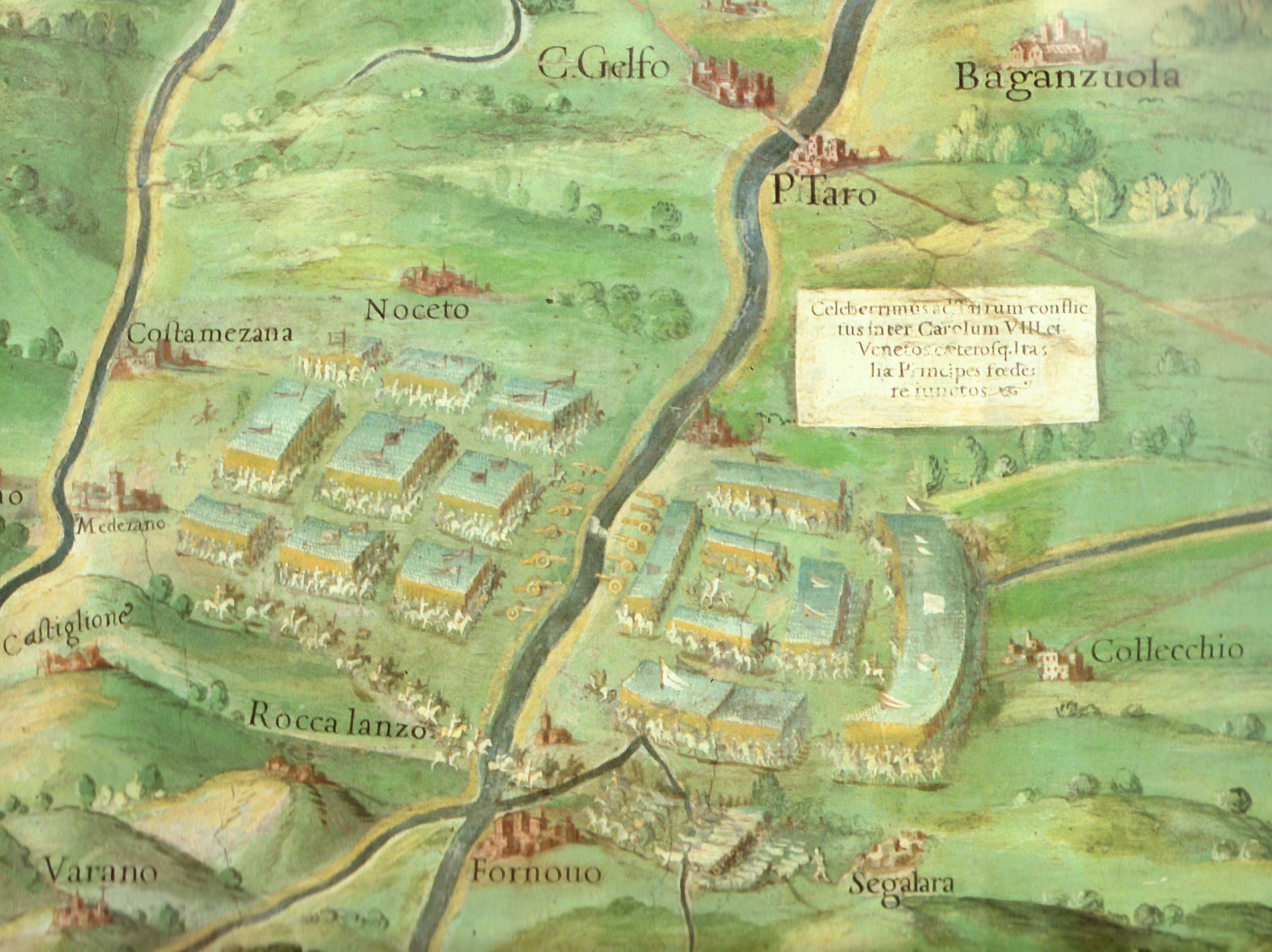
La battaglia di Fornovo raffigurata nella Galleria delle carte geografiche (Musei Vaticani)

Entrambe le parti si sforzarono di presentarsi come i veri vincitori di quella battaglia. A Mantova, fu fatta erigere la Chiesa di Santa Maria della vittoria a ricordo dello scontro. Nasceva altresì il mito della bellicosità dei soldati del re, noto come "furia francese". Francesco Guicciardini scrisse che il consenso degli osservatori coevi alla battaglia virò verso una vittoria francese, poiché questi ultimi riuscirono a respingere i loro nemici attraverso il fiume e a proseguire nel proprio cammino. In effetti, sebbene l'esercito della Lega fosse riuscito a costringere Carlo VIII ad abbandonare il bottino, subì le perdite più elevate e non riuscì a impedire che l'esercito avversario attraversasse le terre italiane mentre faceva ritorno in Francia. Nella tradizione successiva, tuttavia, la battaglia viene indicata come una vittoria della Lega di Venezia: il fatto che i francesi dovettero abbandonare il campo di battaglia e gli accampamenti comportò la perdita di mezzi e munizioni, con la caduta del morale francese per quella che poteva configurarsi come fuga, nonché l'impossibilità a ritornare subito in Italia ed evitare di perdere quanto di guadagnato prima della giornata di Fornovo.

### Fine della guerra e conseguenze
Carlo VIII, scampato alla cattura, fu costretto a riparare in Francia per organizzare una seconda spedizione italica, che però non vide la luce. Tra 1496 e 1498 crollò il sistema di potere francese in Italia. Il Regno di Napoli fu ripreso da Ferrante II di Napoli, aiutato dal generale spagnolo Gonzalo Fernández de Córdoba e dai veneziani. Contestualmente avvenne la meno ricordata, ma altrettanto significativa, spedizione dell'Imperatore Massimiliano, su richiesta di Ludovico Sforza e Beatrice d'Este, nell'ambito della rivolta della città di Pisa, ribellatasi alla Firenze del filo-francese Girolamo Savonarola. L'intento imperiale era evidentemente quello di far valere la storica autorità dell'Impero nella penisola a fronte del recente intervento di Carlo VIII. Entrato in rotta con il Papa per dispute teologiche ed ecclesiastiche, il Savonarola fu arso vivo dai suoi oppositori. Massimiliano era già ritornato in Germania, affidando la questione di Pisa all'arbitrato degli Este di Ferrara, che l'aggiudicarono alla Repubblica di Firenze, la quale non consentì ai Medici di ritornare in città ma abbandonò l'alleanza con la Francia. Fu così che l'assetto francese dato all'Italia cadde tanto velocemente quanto rapidamente fu costruito. La morte di Carlo VIII, il 7 luglio 1498, segnò l'ingloriosa fine del suo progetto.
Le conseguenze dell'effimera impresa del sovrano francese furono però significative. Veniva sancita la fine della pace di Lodi e la debolezza militare dei singoli Stati regionali d'Italia in confronto a una monarchia nazionale come la Francia: Carlo VIII si era inserito tra le crepe della cosiddetta "politica dell'equilibrio", sfruttando a suo favore conflitti dinastici, politici ed economici, antichi e nuovi, tra i diversi Stati. Questi si dimostrarono, una volta per tutte, molto ricchi ma incapaci di schierare eserciti paragonabili a quelli delle grandi monarchie, e quindi prede ideali dei sovrani europei. Tale situazione depose i semi per le guerre a venire, giacché appariva dunque chiaro che, per gli Stati italiani, l'unica possibilità di competere era quella di allearsi tra di loro o con le grandi potenze europee. La repentina ricomposizione di un'alleanza italiana all'interno della lega antifrancese, tuttavia, si dimostrò presto illusoria: un ritorno alle condizioni politiche precedenti la discesa di Carlo VIII non fu più possibile. Al contrario, quella lega, per il suo carattere internazionale e il diverso peso politico-militare dei contraenti, rappresentò una definitiva apertura della penisola italiana alle mire espansionistiche, oltre che della Francia, dell'Impero Germanico e della Spagna. Nell'ambito della Lega di Venezia, convolarono peraltro a nozze (1495) il figlio di Massimiliano, Filippo duca di Borgogna, e la figlia di Ferdinando re di Spagna, Giovanna di Trastamara. Questo matrimonio, capolavoro politico di Massimiliano, gettò le basi per la futura unione di Impero, Arciducato d'Austria, Paesi Bassi borgognoni e corona spagnola sotto il figlio di Filippo e Giovanna, Carlo V d'Asburgo, che avrebbe ereditato la rivalità con la Francia.

## Le Guerre d'Italia dal 1499 al 1505

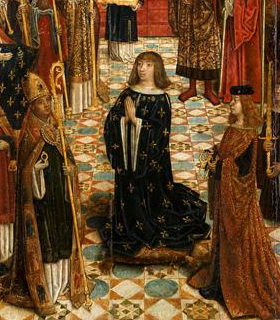
Il cardinale Guillaume Briçonnet incorona Luigi XII nella Cattedrale di Reims

### La strategia diplomatica di Luigi XII
A Carlo VIII succedette il cugino Luigi XII, duca d'Orléans, che ascese al trono come Luigi XII di Francia. Divenuto re, sommò ai diritti vantati su Napoli delle pretese ereditarie su Milano, essendo nipote di Valentina Visconti. Intenzionato a ritentare l'impresa fallimentare del 1495, Luigi XII preparò la strada per l'intervento militare, ancora una volta, con un'attenta azione diplomatica: con un accordo firmato a Blois nel 1499 il sovrano francese si assicurò l'appoggio di Venezia, la quale mirava ora a estendere i propri domini di terraferma in Lombardia; agli svizzeri promise la Contea di Bellinzona; al papa offrì ora un'alleanza alla luce del sole con l'impegno di fare condottiero dell'esercito francese il figlio Cesare Borgia, rendendolo Duca di Valentinois, e di appoggiarlo nel suo progetto di conquista della Romagna; infine, garantita per via diplomatica la neutralità di Venezia e del papa, si prevedeva una spartizione del Regno di Napoli tra Francia (Campania e Abruzzo) e Spagna (Puglia e Calabria) con il Trattato segreto di Granada, firmato con Ferdinando II d'Aragona (novembre 1500).

### La sconfitta di Ludovico il Moro
Luigi XII non prese parte direttamente alla spedizione, affidandosi a condottieri esperti e generali. Ludovico, che si trovava stavolta privo del valido aiuto della consorte Beatrice, essendo questa morta nel 1497, scelse la fuga, e insieme ai figli trovò rifugio in Germania presso Massimiliano I d'Asburgo (divenuto marito di Bianca Maria Sforza, nipote del Moro). Milano fu espugnata subito dopo, il 2 settembre 1499. In Germania Ludovico assoldò un esercito mercenario e con questo riuscì a riprendere Milano, ma solo per un breve periodo, poiché nel 1500 venne fatto prigioniero e trasferito in Francia, dove morirà nel 1508.

### Lo smembramento del Regno di Napoli

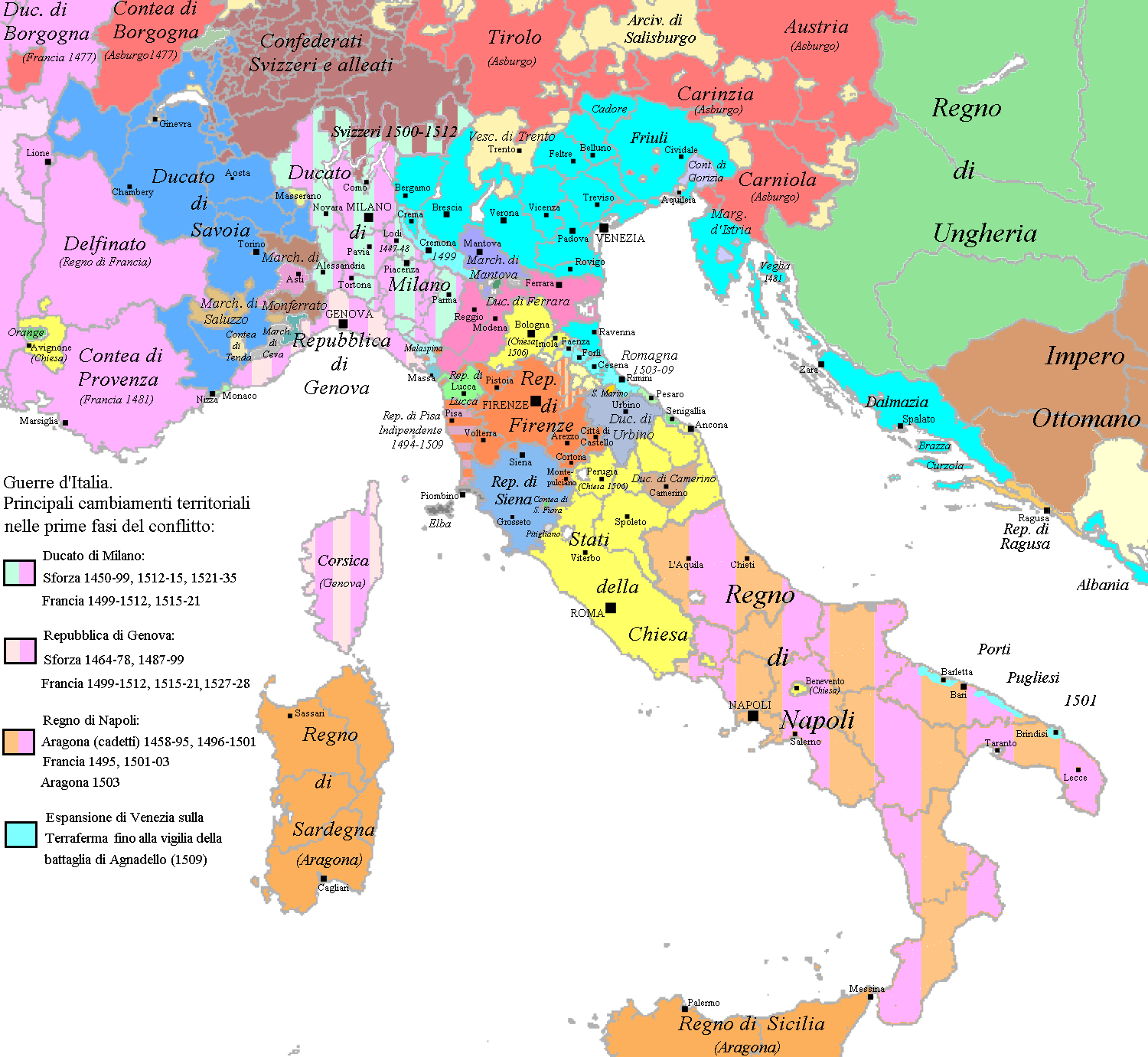
La situazione italiana dopo la guerra di Luigi XII

Nell'estate del 1501 Napoli fu conquistata, ma sopraggiunse un disaccordo con gli spagnoli in merito ai precisi confini da tracciare nell'ambito della spartizione del regno. Seguì uno scontro armato in loco tra Francia e Spagna, cosicché la spedizione finì per i francesi in un completo disastro: dopo quasi due anni di resistenza essi furono sconfitti presso il Garigliano nel 1503 dove gli spagnoli, guidati da Consalvo di Cordova, inventore dei tercios, ebbero la meglio.
Con il "trattato di Lione" del 1504 la Francia fu costretta a rinunciare all'intero Regno di Napoli in favore della Spagna che, possedendo già Sicilia e Sardegna, diventava padrona dell'Italia meridionale. Ma, con la pace di Blois dello stesso anno, Luigi XII venne investito del Ducato di Milano da Massimiliano e, con la salita al potere del filo-francese Pier Soderini a Firenze e la sottomissione di Genova alla Francia qualche anno dopo, divenne arbitro in Italia settentrionale.
Cesare Borgia si distinse nelle campagne militari francesi a Milano e Napoli, e nel frattempo era riuscito a costruire, tra 1499 e 1501, un proprio ducato in Romagna. Ma la situazione si stava per rovesciare nuovamente, perché il 18 ottobre 1503 era salito al soglio pontificio Papa Giulio II, al secolo Giuliano Della Rovere, nemico dei Borgia e determinato a fare del Papato italiano la potenza egemone negli affari Europei.

## Le Guerre d'Italia dal 1508 al 1516

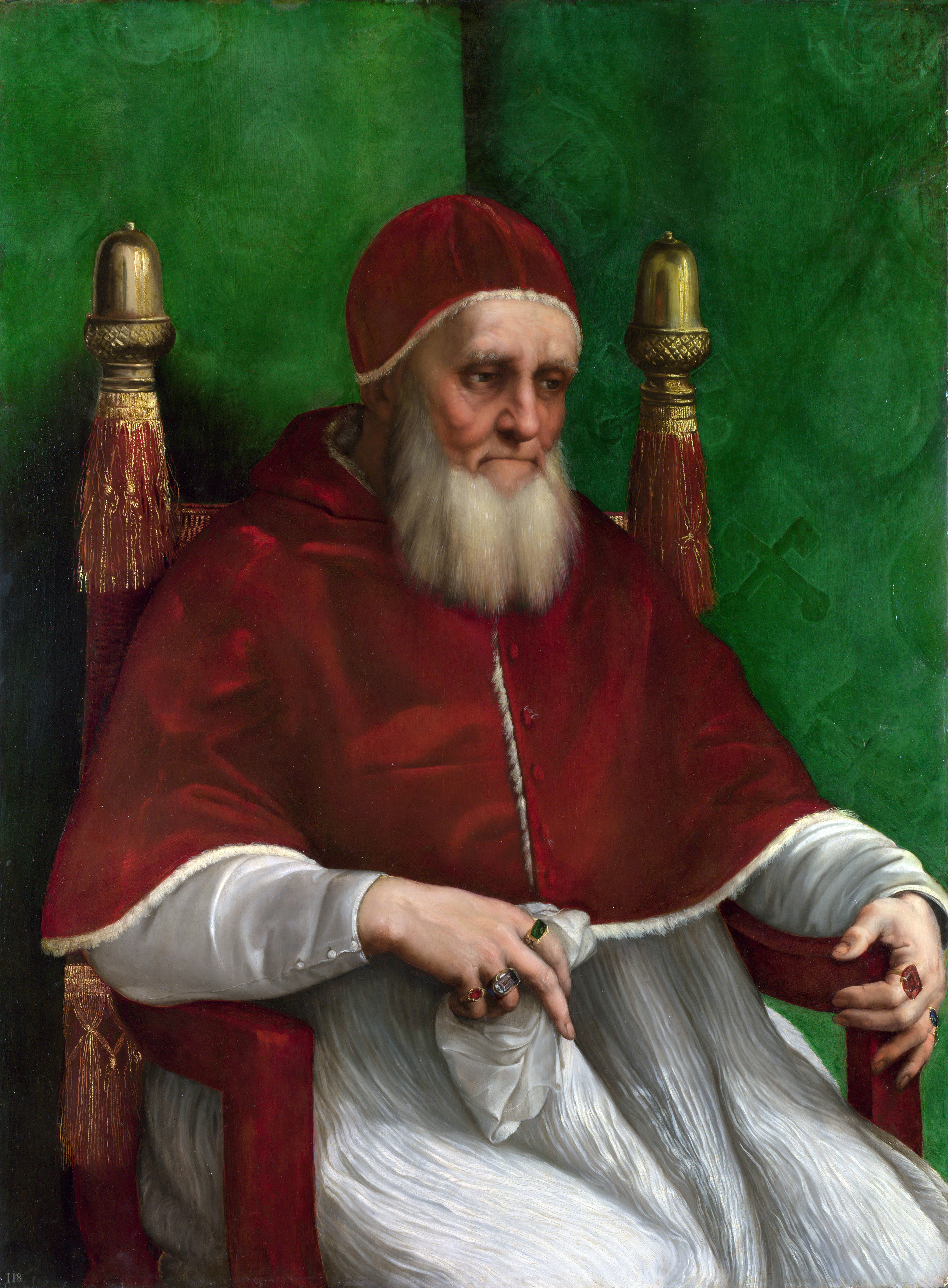
Papa Giulio II, qui ritratto da Raffaello Sanzio, fu protagonista della politica Europea dispiegatasi in Italia nel decennio tra 1503 e 1513.

### I nuovi equilibri: La Lega di Cambrai
Il nuovo pontefice, papa Giulio II, era uomo d'indole impetuosa e ricca di progetti politici, più adatto a fare la parte del sovrano militare che quella del capo spirituale, tanto da passare alla storia col soprannome di "Papa guerriero". Manifesto della sua politica era, come andava ripetendo, "liberare l'Italia dai barbari". Anzitutto, nei primi anni di pontificato, egli si volse contro i membri della famiglia e del partito dei Borgia, privandoli dei loro titoli e onori o esiliandoli (inveiva persino di mandare indietro le ossa del defunto papa Alessandro VI). Fu questo il destino anche di Cesare Borgia, che morì in Navarra dopo che gli fu confiscato il ducato di Romagna. Tale azione rientrava altresì nella generale opera di Giulio II, volta a centralizzare il Patrimonio di San Pietro, per cui lo stesso Papa, marciando a cavallo, espugnò nel 1506 anche Bologna e Perugia, strappandole a dei signori locali. Il progetto di un primato italiano in Europa, per Giulio II, si doveva infatti fondare sull'egemonia papale in Italia. Ma della rovina del Borgia si avvantaggiò anche la Repubblica di Venezia, altra potenza aspirante all'egemonia in Italia, che aveva occupato alcune città romagnole (e del Patrimonio di San Pietro) come Rimini, Faenza, e Cervia. Venezia era quindi divenuta nemica dello Stato Pontificio e di Giulio II che, essendo genovese, conosceva peraltro bene l'odio della sua città natale per la Serenissima, rea di aver costretto gli altri Stati a uscire dalla ricca pianura padana mentre espandeva le sue frontiere.
Ma il pontefice non era l'unico a vedere nell'espansionismo di Venezia una minaccia. La Serenissima aveva ricavato, dal declino Aragonese, alcuni porti pugliesi che le permettevano di controllare e chiudere il mare Adriatico, possedimenti che Ferdinando di Spagna ora rivendicava in quanto sovrano di Napoli. Grazie alla sconfitta sforzesca, Venezia aveva poi acquisito dei domini nell'entroterra come Cremona, ma il re francese era ora desideroso di riprendere quei territori in quanto Duca di Milano e, in verità, puntava a tutta la Lombardia Veneta. Inoltre, l'imperatore Massimiliano voleva mettere in sicurezza i confini Austriaci dalla crescente potenza veneziana, ed era rimasto scottato dal fallimento dell'invasione del Cadore e dalla conseguente occupazione da parte della Serenissima del Friuli e della confinante contea di Gorizia, che egli rivendicava come legittima eredità.

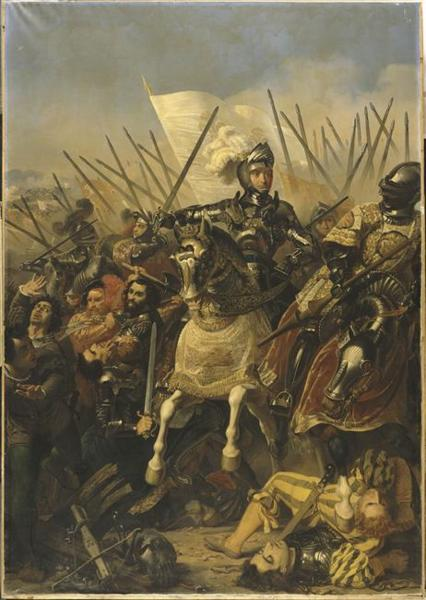
La battaglia di Agnadello, di Pierre-Jules Jollivet (1837)

Nel 1507, giunsero per la prima volta in Italia sia Luigi XII di Francia che Ferdinando di Spagna, i quali s'incontrarono al convegno di Savona e stipularono un'alleanza. Nel 1508, Massimiliano scese una seconda volta in Italia, fermandosi a Trento per compiere lo storico rito medievale, e venne riconosciuto come "Imperatore eletto" (la designazione avuta dai principi elettori tedeschi nel 1493) da papa Giulio II. Le circostanze furono dunque propizie affinché nascesse, il 10 dicembre 1508, la Lega di Cambrai, alleanza formalmente anti-ottomana ma nei fatti anti-veneziana, che avrebbe incluso Spagna, Impero, Francia, e Papato. Il Papa mise quindi da parte la sua politica italiana per unirsi alla coalizione internazionale volta a colpire Venezia, che venne duramente sconfitta da un esercito a guida francese nella battaglia di Agnadello, combattuta il 14 maggio 1509. Venezia dovette pertanto rinunciare a tutte le conquiste territoriali successive al 1494 in favore di Spagna, Francia e Asburgo, ma riuscì a salvare il Veneto e se stessa grazie alla resistenza di Padova a uno storico assedio.

### "Fuori i Barbari!"
Con la sconfitta di Venezia, papa Giulio II poté riannettere allo Stato Pontificio la costa romagnola, ma si rese conto che l'equilibrio italiano era stato alterato in modo eccessivamente favorevole alla causa francese. Luigi XII era sovrano di Milano e alleato di Genova e Firenze, poteva marciare verso l'indebolita Venezia o anche verso lo Stato Pontificio. Temeva, Giulio II, di diventare il "cappellano del re di Francia", e ciò lo indusse, nel 1510, a rompere i rapporti con Luigi XII e cambiare schieramento alleandosi con Venezia per la Libertas Italiae. Il motto di Giulio II divenne allora "fuori i barbari!" e il suo obiettivo tornava a essere la cacciata dei potentati stranieri dalla penisola. Nella guerra che si aprì, Giulio II prese personalmente possesso della fortezza di Mirandola, tenuta dagli Este alleati dei francesi, evitando una palla di cannone e scalando le mura della cittadella nonostante una forte nevicata. Al fine di porre un freno a Giulio II, Luigi XII di Francia promosse allora uno scisma, convocando a Pisa un concilio (conosciuto poi come "conciliabolo") con l'obiettivo di deporre il papa.

### La Lega Santa
Giulio II rispondeva con la costituzione, nell'ottobre 1511, della Lega Santa (1511-1513): s'invitavano i principi italiani ed europei ad aderire per prendere parte ad una sorta di guerra di religione contro la Francia. L'intenzione del papa era ora quella di cacciare degli stranieri con altri stranieri, puntando a diventare arbitro di una situazione che le sole forze di Chiesa e Venezia non potevano sbloccare e che anzi negli scontri armati volgeva verso il peggio. Aderì al proposito papale l'Inghilterra, che però era lontana e coinvolta nel teatro nord-europeo, e soprattutto, per lo scacchiere italiano, la Spagna. Per assicurarsi l'alleanza con gli spagnoli contro la Francia, Giulio II, che pure era stato per la vicenda del 1494 anti-spagnolo e filo-francese, promise a Ferdinando un'investitura formale al trono di Napoli, cosa che comunque assicurava al pontefice il riconoscimento di quel reame come feudo papale (nella tradizione del Regno di Sicilia).

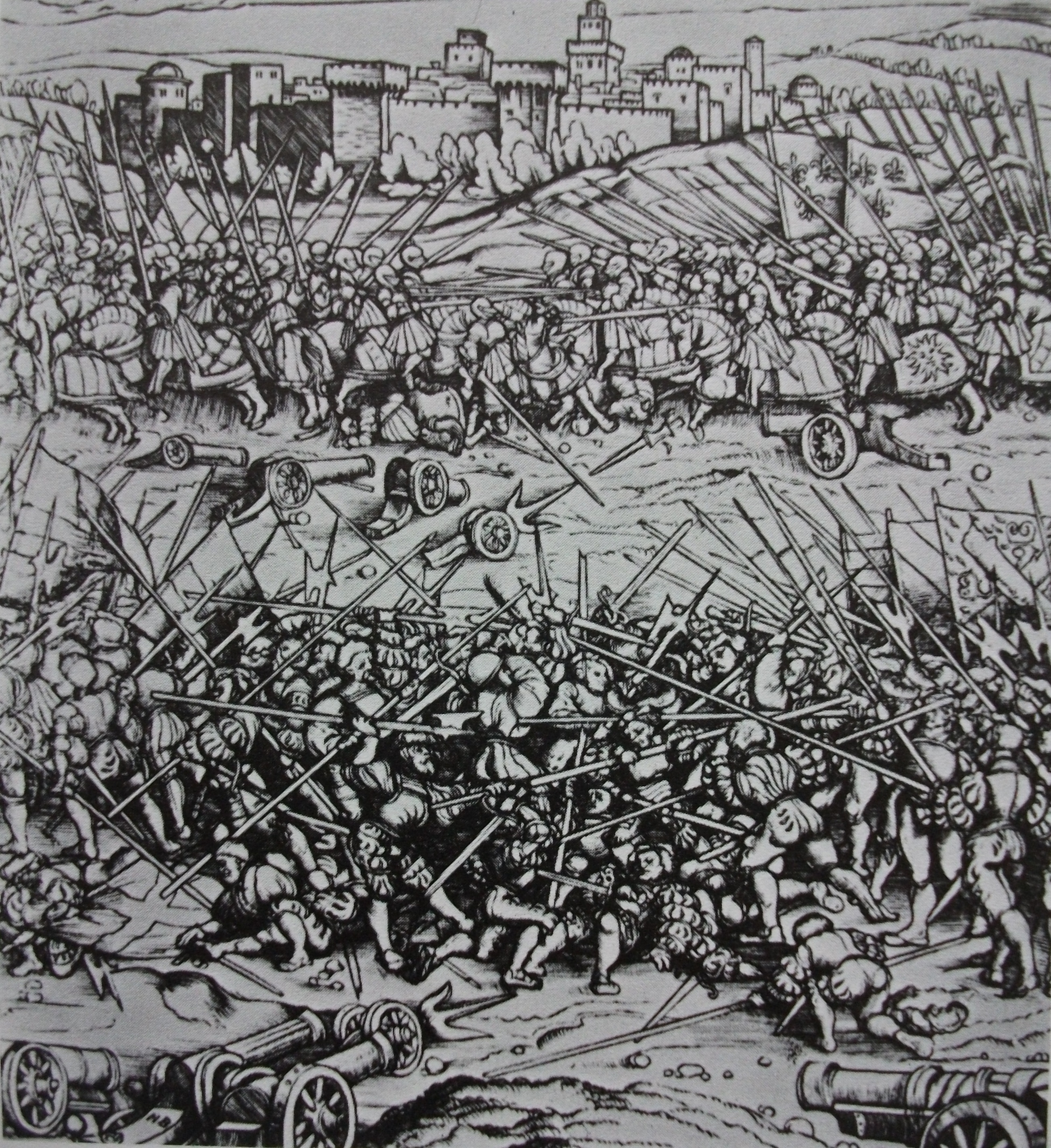
Battaglia di Ravenna 1512. Xilografia di Hans Burgmair, XVI secolo

 L'11 aprile 1512, si svolse la violentissima Battaglia di Ravenna, nella quale le forze francesi sconfissero l'armata ispano-pontificia guidata da Raimondo de Cardona e Fabrizio Colonna. Per la Francia si trattò, comunque, di una vittoria ottenuta a caro prezzo: tra le ingenti perdite, anche il brillante generale Gaston de Foix, protagonista dei successi francesi sin dalla dipartita di Cesare Borgia, perì durante lo scontro.

### Il Congresso di Mantova
Giulio II approfittò della situazione ottenendo il sostegno dell'Imperatore Massimiliano, il quale consentì il passaggio di seimila mercenari dei cantoni svizzeri, reclutati dallo stesso Papa, verso la Lombardia. Tale discesa spaventò i francesi, che furono costretti a ritirarsi aldilà delle Alpi e abbandonare le loro posizioni in Italia. Allora Giulio II convocò e presiedette, nell'agosto 1512, il Congresso di Mantova con i delegati della Lega Santa che, su suo ordine, diede il seguente assetto all'Italia:
- Nella Milano abbandonata dai francesi gli svizzeri riportarono al potere gli Sforza nella persona di Massimiliano Sforza, mentre a Firenze l'esercito spagnolo rimosse il filo-francese Pier Soderini per riportare al potere i Medici nella persona del cardinale Giovanni de' Medici. Contestualmente al ritorno al potere di dinastie italiane, anche Genova tornava libera dal dominio della Francia.
- Allo Stato Pontificio venivano assegnate Parma e Piacenza (territori a sud del fiume Po), nonché Reggio e Modena, strappando le prime al Ducato di Milano e le seconde agli Este di Ferrara (per punizione dell'alleanza con la Francia).
- Permaneva l'esistenza della Lega Santa, con l'alleanza tra Papa e Imperatore, e lo status di Napoli come feudo papale in possesso della Spagna. Segretamente, Giulio II pianificava peraltro di assegnare il trono di Napoli non a Ferdinando ma al cardinale Luigi d'Aragona, ma tale progetto non vide la luce.
- Fu dichiarata l'invalidità del conciliabolo di Pisa e la validità del contro-Concilio Lateranense V, che andava affermando l'ultramontanismo, ossia il primato papale nella sua forma più assoluta.

Al carnevale di Roma dell'anno seguente, Giulio II poté presentarsi come il "liberatore d'Italia". Quando morì, il 20 febbraio 1513, era probabilmente l'uomo più influente d'Europa. Ma, se la Chiesa era destinata a rimanere politicamente forte, irrisolta si sarebbe dimostrata la questione italiana. Anzi, il Congresso di Mantova sarebbe stato sconfessato nelle sue fondamenta in circa tre anni.

## Da Luigi XII di Valois-Orléans a Francesco I di Valois-Angoulême
La morte di Giulio II, mente della Lega Santa, fece della Milano di Massimiliano Sforza sostanzialmente un protettorato della Svizzera, che dell'alleanza era il braccio armato. Nella Repubblica Fiorentina si consolidò il dominio mediceo, poiché il conclave elesse, con il nome di Papa Leone X, proprio quel Giovanni de' Medici che era stato scortato dagli spagnoli a Firenze su ordine di Giulio II. Leone X sottopose di fatto Firenze al governo della Chiesa, dandone il governo al cugino e cardinale Giulio de' Medici. Ma nel frattempo continuava la guerra di Asburgo, svizzeri e inglesi contro la Francia, anche se Venezia, delusa dall'evolvere della situazione, finì nel 1513 per allearsi con i francesi, concordando una spartizione della Lombardia.
Tornati in Lombardia, i francesi furono sconfitti dagli svizzeri nella Battaglia di Novara nello stesso 1513. La vittoria della Lega Santa a Novara fu presto seguita da una serie di ulteriori successi svizzeri colti contro i veneziani a La Motta il 7 ottobre, e, da parte Anglo-Imperiale, contro i francesi a Guinegatte il 16 agosto e contro gli scozzesi (alleati della Francia) a Flodden Field il 9 settembre. Tali sconfitte misero a repentaglio addirittura l'integrità dei confini del regno di Francia, costringendo Luigi XII ad accettare il trattato di Digione, in cui rinunciò alla Lombardia in cambio della pace, facendo così tramontare le sue mire di dominio sull'Italia.
Il 1º gennaio 1515 anche Luigi XII morì e fu succeduto al trono di Francia dal nipote ventenne Francesco I. Questi, deciso a perseverare nel disegno del predecessore, alleato ancora con Venezia, condusse l'esercito francese oltre le Alpi cogliendo una grande vittoria sulle truppe svizzere nel corso della battaglia di Marignano, combattuta tra il 13 e il 14 settembre 1515 presso l'odierna Melegnano. Marignano fu un successo storico per la Francia, che aveva infine trovato una vittoria completa e netta rispetto alle due precedenti grandi battaglie di Fornovo (1495) e Ravenna (1512). Impossessatosi del Ducato di Milano, Francesco I ristabilì Venezia nei confini del 1454, ottenne la "pace perpetua" con la Svizzera, che avrebbe fornito alla Francia i propri mercenari da quel momento in poi, e fece del principe Andrea Doria di Genova il suo ammiraglio, garantendosi l'alleanza con la città ligure. Il re si recò poi a Bologna dove venne a patti con Leone X: il papa restituiva Parma e Piacenza alla Milano francese mentre manteneva il possesso di Modena e Reggio; si riconosceva, anche se solo in linea teorica, il diritto della Francia su Napoli qualora la Spagna ne avesse perso il possesso; e si firmava, infine, il compromesso noto come concordato di Bologna. Con la mediazione di papa Leone X, anche l'imperatore Massimiliano d'Asburgo e suo nipote Carlo d'Asburgo, già Duca dei Paesi Bassi borgognoni dal 1506 e succeduto al trono di Spagna alla morte di Ferdinando nel 1516, accettarono la riguadagnata posizione francese e stipularono, rispettivamente, il trattato di Bruxelles e quello di Noyon del 13 agosto 1516. A grandi linee si era quindi ritornati a una situazione paragonabile a quella del 1504.

## La Guerra dei Quattro anni

### Leone X tra Francesco I e Carlo V
Fin dalla sua elezione al soglio pontificio, papa Leone X era intento a proseguire la politica italiana della Chiesa iniziata da Giulio II, ma con modi diametralmente opposti. Era uomo intellettuale perché espressione dell'umanesimo fiorentino, a differenza del predecessore che era ricordato per aver detto di intendersi "di spada e non di lettere". Era poi grande mecenate e gioviale di carattere (noto il suo detto "Ora che Dio ci ha dato il papato, godiamocelo!") e preferiva risolvere i problemi con astuti maneggi e azioni diplomatiche, piuttosto che con il ricorso alle armi. La sfida più grande per il suo pontificato si aprì con la morte di Massimiliano d'Asburgo nel 1519. Il nipote di questi, Carlo, già duca borgognone dei Paesi Bassi dal 1506 e re di Spagna dal 1516, diventava quindi Arciduca d'Austria e presentava la sua candidatura ai principi elettori per succedere al nonno come Imperatore Germanico. Gli si opponeva, presentandosi come alternativa, Francesco I di Francia, l'uomo forse più potente d'Europa dopo la pace imposta agli Asburgo e allo stesso Papa. Giacché il primo possedeva Napoli e il secondo Milano, l'elezione dell'Imperatore diventava anche una partita decisiva per l'Italia. Era chiaro a papa Leone X che chi dei due avesse vinto avrebbe scacciato l'altro dalla penisola e rotto l'equilibrio imposto dalle paci di Noyon e Bruxelles.
Peraltro, tra Francesco e Carlo non correva buon sangue ed esistevano ragioni di conflitto. Entrambi miravano al primato in Europa: stando al Guicciardini, «se l'uno di loro [Carlo d'Asburgo] possedeva forse piú regni e piú Stati [Paesi Bassi, Spagna, Austria], l'altro [Francesco I di Francia] non era da stimare manco, perché non aveva sparsa e divulsa in vari luoghi la sua potenza ma il regno tutto raccolto e unito insieme, con ubbidienza maravigliosa de' popoli suoi e pieno di grandissime ricchezze». Il controllo dell'Italia imperiale, e in particolare della Lombardia, era, per il cancelliere di Carlo, l'Italiano Mercurino Arborio di Gattinara, la "chiave di volta" verso la monarchia universale, poiché poteva collegare i vari possedimenti di Fiandre, Spagna, Austria, e, in caso, Germania. Perderla, per Francesco I, significava invece vedere la Francia accerchiata dai domini asburgici. Esistevano ulteriori rivendicazioni: in particolare Carlo voleva recuperare la Borgogna, occupata dai francesi nel 1477. Anche caratterialmente Francesco I e Carlo d'Asburgo erano differenti, seppur condividessero la cultura cavalleresca: il primo era monarca proto-assolutista e uomo Rinascimentale, protettore tra gli altri di Leonardo da Vinci, mentre il secondo era stato educato essenzialmente all'ideologia dell'Impero medioevale.
In linea di principio, Leone X avrebbe optato per un fare imperatore un terzo soggetto, come Enrico VIII di Inghilterra, che pure convinse a candidarsi, o Federico di Sassonia, cui donò la rosa d'oro, ma era consapevole che ad essere stato eletto dai principi sarebbe stato uno tra Francesco e Carlo. Si legò quindi, per precauzione, sia alla Francia che agli Asburgo, siglando due trattati segreti. Con l'elezione di Carlo V, si realizzava un'inusuale concentrazione di potere in un solo uomo, e veniva resa pubblica l'alleanza tra Impero Asburgico e Chiesa. Essa prevedeva, da una parte, la cacciata dei francesi da Milano per riportare al potere gli Sforza e, dall'altra, la conferma papale a Carlo V del titolo di imperatore e di re di Napoli (il precedente pontefice Giulio II, prevedendo l'unione delle due corone, aveva imposto la retrocessione di Napoli a chi fosse stato eletto Imperatore). Alle condizioni date, la politica di Leone X fu elogiata dai diplomatici e umanisti italiani, essendosi risolta nella scelta del male minore. A peggiorare le cose per Francesco I, Enrico VIII d'Inghilterra si unì al papa e all'Imperatore nella loro guerra contro la Francia. L'esercito papale-imperiale guidato da Prospero Colonna e dal Marchese di Pescara prese Milano e la restituì a Francesco Sforza nel 1521. Contestualmente, il Papa riannetteva Parma e Piacenza allo Stato Pontificio, vendicando la pace di Bologna. Dopo un banchetto caratterizzato probabilmente da eccessivi festeggiamenti, Leone X morì.

### La battaglia di Pavia

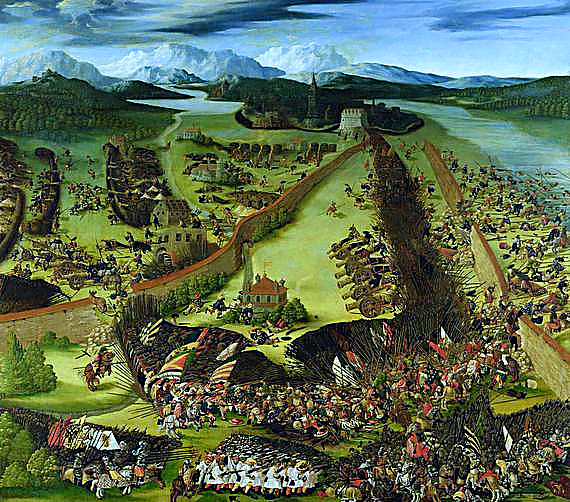
Rappresentazione della battaglia di Pavia

Ancora una volta la morte del papa comportava che la situazione Italiana sfuggisse di mano alla Chiesa. A Leone X seguì Adriano di Utrecht, ossia Papa Adriano VI, che era stato tutore dell'imperatore Carlo V. Nonostante le sconfitte inferte ai francesi nell'assedio di Pavia e, soprattutto, nella battaglia della Bicocca il 27 aprile 1522, il generale pontificio Prospero Colonna perì nello scontro, lasciando la guida delle armate ai condottieri imperiali. Peraltro, Adriano VI dichiarò a sorpresa la propria neutralità nello scontro tra Impero e Francia, tirandosi fuori dal conflitto.
Preoccupato da rivolte avvenute in Spagna e Germania, e nonostante la vittoria imperiale nella battaglia di Romagnano del 30 aprile 1524, Carlo V subì l'iniziativa di Francesco I che riconquistò quasi tutto il Ducato di Milano. A questo punto il nuovo papa, Clemente VII Medici, cugino di Leone X, dichiarò il suo appoggio alla Francia, temendo il ripetersi della situazione del 1515. Delle città importanti, solo Pavia restava in mano agli imperiali. Francesco I guidò personalmente un esercito franco-svizzero all'assedio della stessa, ma venne clamorosamente sconfitto nella sanguinosa battaglia di Pavia il 24 febbraio 1525 dai Lanzichenecchi, mercenari tedeschi, e dai tercios spagnoli, finendo per essere catturato dal capitano fiammingo Carlo di Lannoy, il quale, dopo essersi inginocchiato dinanzi al re per rispetto, lo fece prigioniero.
Mentre Francesco I veniva rinchiuso dal Lannoy nella torre di Pizzighettone, con il trattato di Roma del 1525 Clemente VII si trovava costretto a passare dalla parte dell'imperatore. Lannoy condusse poi il prigioniero da Carlo V e, capeggiando una fazione fiamminga-borgognone a corte, convinse l'imperatore a firmare con Francesco I il trattato di Madrid del 1526 (Carlo si trovava in Spagna per celebrare il suo matrimonio con Isabella d'Aviz), in base al quale il re francese veniva liberato in cambio della restituzione della Borgogna e dell'abbandono delle sue pretese in Italia e nelle Fiandre. Gattinara, contrario alla liberazione del re e anzi favorevole a invadere la Francia (la great enterprise concordata con Enrico VIII) per realizzare la monarchia universale, annunciò la sua decisione di lasciare corte. Ma una nuova guerra scoppiò nello stesso 1526.

## La Guerra del 1526-1530

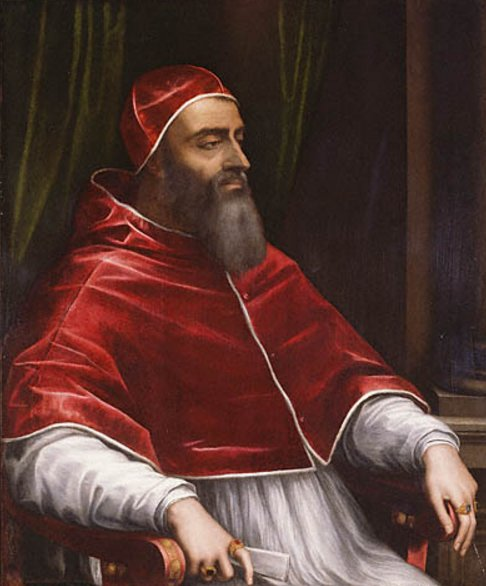
Papa Clemente VII in un ritratto realizzato da Sebastiano del Piombo, 1531 circa.

### La Lega di Cognac e il Sacco di Roma
Gli Stati italiani, nel timore di un'eccessiva egemonia asburgica in seguito alla sconfitta dei francesi, si avvicinarono a Francesco I che, ottenuta la libertà, dichiarò nullo il trattato di Madrid perché stipulato sotto prigionia. Ciò comportò che Mercurino Arborio di Gattinara venisse richiamato alla corte imperiale per gestire la nuova guerra. Nel 1526 il papa Clemente VII della famiglia Medici, anch'egli allarmato per la grande ascesa della potenza di Carlo V, abbandonò l'alleanza con l'imperatore stipulata con il trattato di Roma e formò la Lega di Cognac insieme a Francesco I di Francia, la Repubblica di Venezia, la Repubblica di Firenze e altri Stati italiani minori. Ma questo patto non riuscì a essere uno strumento di pressione diplomatica e di intervento militare, dimostrandosi un'alleanza fragile e precaria.
La Lega pianificò l'inizio delle ostilità per i primi mesi del 1526 sfruttando un periodo non facile per gli imperiali, che accusavano diserzioni tra le loro truppe mercenarie, malcontente per non aver più ricevuto i pagamenti per i loro servigi. Tuttavia, i comandanti della Lega dovettero ritardare l'attacco poiché erano in attesa di essere raggiunti da truppe mercenarie svizzere che avevano da poco assunto. Nel frattempo, le truppe veneziane comandate dal duca di Urbino marciavano verso ovest attraverso il Nord Italia per unirsi alle truppe papali loro alleate. Lungo la strada, scoprirono una rivolta accaduta a Lodi, una città sotto il dominio visconteo, e seppero che un capitano di fanteria insoddisfatto era disposto ad aprire loro le porte della città. Di conseguenza, i veneziani riuscirono, il 24 giugno, ad occuparla senza particolari difficoltà. Nel giugno del 1526, Ugo di Moncada, nuovo comandante delle forze imperiali in Italia, fu inviato come ambasciatore dall'imperatore a papa Clemente VII in Vaticano. Il suo messaggio era che se lo Stato Pontificio si fosse alleato con i francesi, l'Impero avrebbe cercato di sollevare le città di Siena e Colonna contro il papato stesso. Papa Clemente VII riconobbe ciò come una seria minaccia e di conseguenza si ritirò dalle Lega proprio nel momento in cui l'esercito francese entrava in Lombardia. All'improvviso la Lega iniziò dunque a crollare. Venezia, che ancora ricordava le grandi perdite accusate nei suoi domini di Terraferma durante i conflitti avvenuti tra il 1509 e il 1516, decise di cessare qualsiasi coinvolgimento diretto nelle guerre italiane. L'esercito francese, rendendosi conto che il loro obiettivo di riconquistare Milano non era più fattibile, lasciò la Lombardia e tornò in Francia.

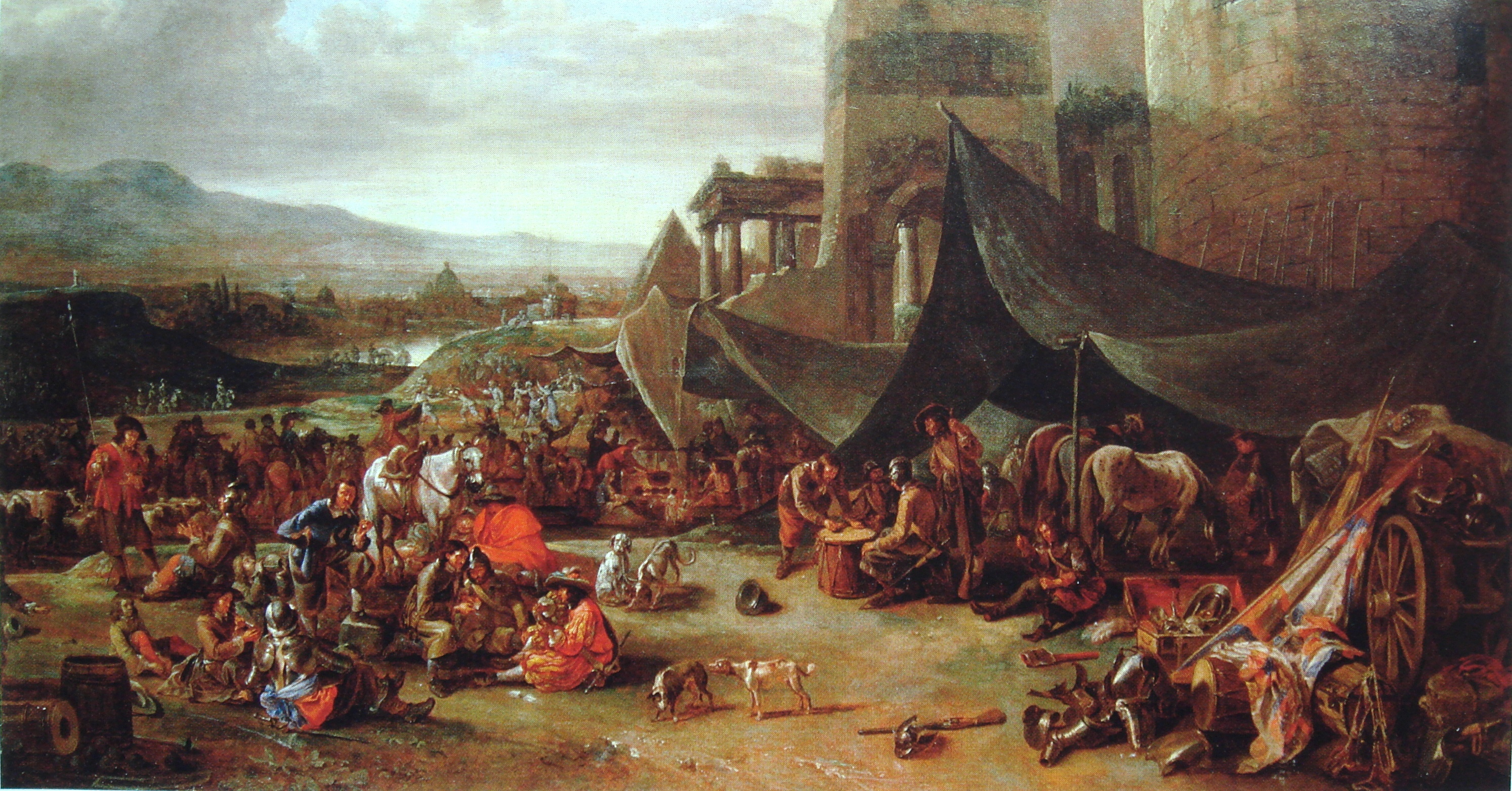
Il sacco di Roma, dipinto di Johannes Lingelbach.

### La marcia di Carlo di Borbone
Così, con lo sfaldarsi della Lega ancor prima che la guerra entrasse nel vivo, accadde un episodio clamoroso, destinato a scuotere tutta l'Europa. La battaglia di Governolo risultò fatale per il comandante Giovanni dalle Bande Nere.
Nel maggio del 1527 i Lanzichenecchi, soldati imperiali, per la maggior parte mercenari tedeschi di fede luterana, rimasti senza paga e poi senza comandante, riuscirono ad aggirare le truppe nell'Italia del nord, distruggere le armate di Giovanni dalle Bande Nere, e giungere in Italia centrale per attaccare Roma.
Circa dodicimila lanzichenecchi, ormai fuori controllo, attaccarono la città santa e penetrarono nelle mura, compiendo un terribile saccheggio, nel corso del quale, il papa stesso fu costretto a rifugiarsi in Castel Sant'Angelo.
Carlo V, che pure non aveva ordinato il sacco e anzi accusò il battaglione di Lanzichenecchi di ammutinamento, fu additato come responsabile da Enrico VIII di Inghilterra (allora ancora cattolico) il quale si alleò a Francesco I di Francia per liberare il papa. Sopraggiunta la peste, i Lanzichenecchi lasciarono Roma, ed Enrico VIII abbandonò l'alleanza con la Francia. Nel frattempo, la Romagna cadeva in mano a Venezia, che approfittava del caos creatosi ai danni dello Stato Pontificio, e una nuova repubblica fiorentina, costituitasi il 16 maggio 1527, scacciava i Medici per allearsi alla Francia, inimicandosi gli imperiali.

### La svolta di Andrea Doria, la Pace di Cambrai e il Congresso di Bologna
In questo quadro, l'esercito francese apriva le ostilità vere e proprie sotto la guida del generale Odet de Foix. Foix mosse verso il Ducato di Milano e il Regno di Napoli arrivando a cingere d'assedio, nell'estate seguente, la città partenopea. Durante le operazioni trovò la morte ad Aversa a causa di un'epidemia di peste che decimò anche l'esercito francese. A porre fine all'impresa francese sopraggiunse la svolta filo-imperiale dell'ammiraglio Andrea Doria di Genova, che abbandonava l'alleanza con Francesco I e passava dalla parte di Carlo V. Privato dell'appoggio marittimo e militare di Genova, Francesco I infine abbandonò le mire su Napoli e Milano dopo ulteriori sconfitte. In questo frangente però, le comuni difficoltà finanziarie dei contendenti, la stessa vicenda protestante, nonché il minaccioso incalzare dei turchi, giunti vittoriosi fino in Ungheria e ormai prossimi ad attaccare i possedimenti asburgici nel centro Europa, costrinsero Carlo V a firmare accordi con il papa e con i francesi, meno vantaggiosi dei precedenti. Dopo che a Barcellona il 29 giugno 1529 fu stipulato un trattato tra i rappresentanti di Clemente VII e Carlo V, a Cambrai, il 5 agosto 1529, venne stabilito che la Francia, pur rinunciando alle pretese sull'Italia, potesse rientrare in possesso della Borgogna. La Pace di Cambrai è detta anche "pace delle due dame", poiché non venne negoziata direttamente dai due sovrani, ma da Luisa di Savoia, madre di Francesco I, e da Margherita d'Asburgo, zia di Carlo V.
Tagliati fuori i francesi dagli affari d'Italia, Carlo V e Clemente VII tennero, tra 1529 e 1530, il Congresso di Bologna col fine di ordinare la situazione della penisola. I negoziati tra il partito Imperiale-Asburgico e quello Mediceo-Papale risultarono nelle seguenti decisioni:
- Carlo V otteneva l'incoronazione papale il 24 febbraio 1530 e insieme ad essa la sovranità formale sull'Italia imperiale.
- Il Ducato di Milano venne restituito a Francesco II Sforza, pur essendo previsto che milizie imperiali ne presidiassero alcune città.
- Genova veniva riconosciuta come Repubblica sotto il protettorato di Andrea Doria, che diventava peraltro l'ammiraglio della flotta imperiale. I banchieri genovesi cominciarono ad affiancarsi a quelli di Augusta come finanziatori e creditori dell'imperatore.
- Si stabilì la restituzione della Romagna da parte di Venezia allo Stato Pontificio, e di Modena e Reggio da parte del papa agli Este di Ferrara (che però diveniva formalmente feudo del Patrimonio di San Pietro).
- Al duca di Savoia, Carlo III, fu concesso il territorio, francese, della contea di Asti, mentre all'ordine cattolico dei Cavalieri Gerosolimitani, cacciati da Rodi nel 1522, fu data l'isola di Malta, feudo Siciliano.
- Fu ribadito, infine, il rientro dei Medici a Firenze, come auspicato da Clemente VII.

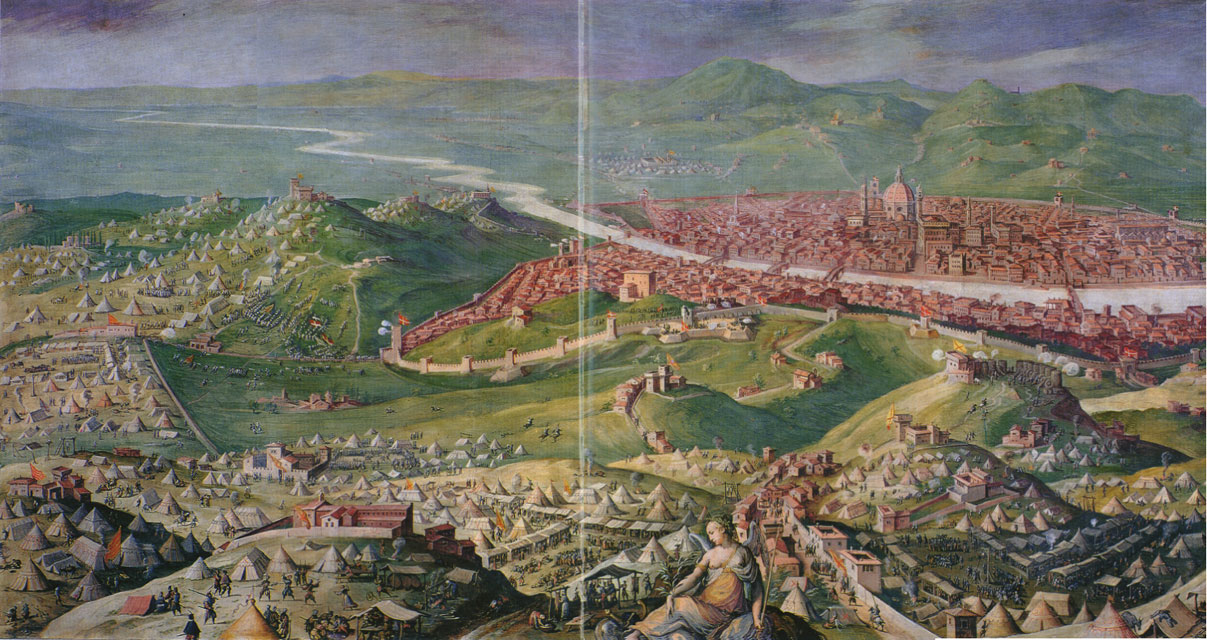
L'Assedio di Firenze, 1529–1530, in un dipinto di Giorgio Vasari.

La restaurazione di questi ultimi, nella persona di Alessandro fu imposta al popolo fiorentino dopo un lungo assedio da parte delle truppe papali e imperiali nell'ottobre del 1530. Così, un'armata asburgica e medicea forte di quasi 40 000 uomini assediò la città difesa da solamente 21 000 armati, non tutti professionisti. Dopo un assedio di logoramento e con i difensori ridotti di numero, Firenze si arrese l'8 agosto del 1530 dopo aver concordato delle condizioni onorevoli, anche per intercessione di Malatesta Baglioni, successivamente considerato un traditore della causa repubblicana.
L'esito della guerra per la Francia fu negativo per quanto riguardò il teatro Italiano, anche se complessivamente migliore di quello del 1526, poiché Francesco I aveva recuperato la Borgogna. Clemente VII riuscì ad evitare conseguenze territoriali a seguito del sacco e mantenne Roma e Firenze legate alla causa medicea, ma dovette allearsi all'imperatore. Per Carlo V, nonostante la restituzione della Borgogna alla Francia e la necessità di venire a patti con il papa, il convegno di Bologna fu un trionfo. Gattinara morì in quello stesso 1530 in cui vedeva realizzarsi l'incoronazione di Carlo V per mano papale, evento importante nella concezione medievale della sovranità imperiale. Fu l'ultima incoronazione di un Sacro Romano Imperatore da parte del papa.

## La guerra del 1536-1538

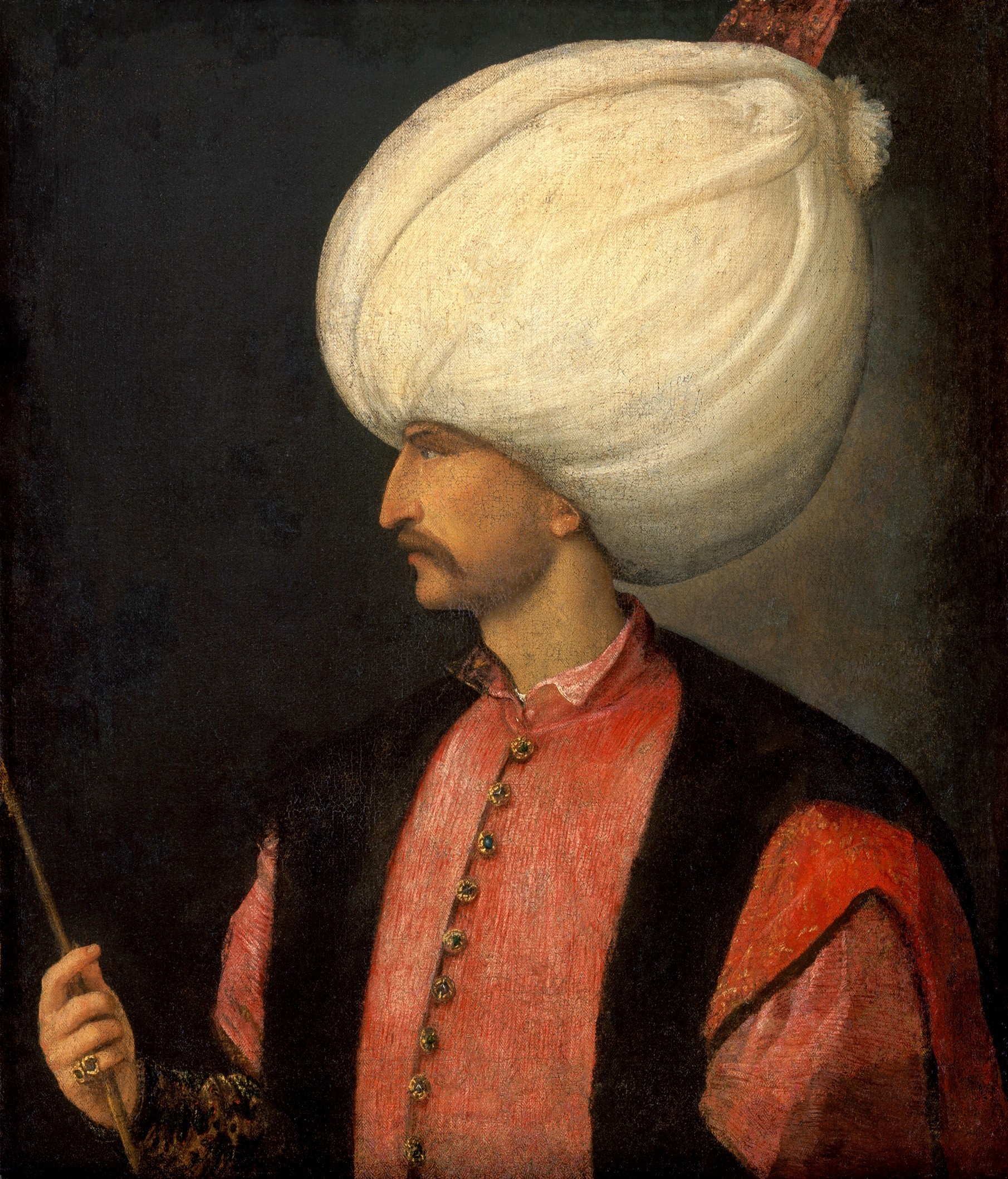
Il sultano ottomano Solimano il Magnifico (bottega di Tiziano).

### La neutralità di Paolo III
Nel 1533, nonostante un secondo congresso di Bologna tra papa e imperatore confermasse gli esiti di quello di tre anni prima, Clemente VII compì un'ulteriore rovesciamento di alleanze non appena Carlo V lasciò l'Italia. Recatosi a Marsiglia, il papa venne a patti con Francesco I di Francia e, a suggellamento degli accordi, celebrò il matrimonio della nipote Caterina de' Medici con il figlio del re, Enrico II. Morto Clemente VII nel 1534, salì al trono papa Paolo III della casata dei Farnese. Questi, dando priorità alla lotta comune del mondo cattolico contro i turchi e i protestanti, e giudicando pericoloso continuare con la politica medicea di schierarsi ora con l'uno e ora con l'altro contendente, decise di diventare fautore della pace d'Italia e ago della bilancia tra le due potenze. La politica di neutralità portata avanti da Paolo III fu efficacemente descritta dall'ambasciatore veneziano a Roma:

### L'invasione del Ducato di Savoia
Ma, nel 1535, iniziò una nuova fase dello scontro tra Carlo V e Francesco I. La causa occasionale della ripresa delle ostilità fu una nuova rottura dell'equilibrio concertato a Bologna, dovuta alla morte, avvenuta nel novembre 1535, dell'ultimo esponente degli Sforza (Francesco II Sforza), reinstaurati precedentemente quali duchi di Milano. Quando l'imperatore apprese della sua scomparsa, prese il possesso diretto del Ducato in quanto feudo imperiale, senza suscitare proteste o rivolte tra il popolo di Milano, né suscitando malcontenti da parte di altri Stati italiani. Obiezioni, tuttavia, arrivarono dalla Francia, dove Francesco I riteneva che la città, insieme a Genova e Asti, fossero sue. Ma, intenzionato a rompere l'accerchiamento asburgico, Francesco I mirava ora a impossessarsi anche dello Stato dei Savoia. Verso la fine di marzo del 1536, un esercito francese al comando di Philippe de Chabot, avanzò in Piemonte forte di 24 000 uomini di fanteria e 3 000 cavalieri. Nei primi giorni del mese successivo, i francesi riuscirono a prendere Torino ma fallirono nel tentativo di riprendere Milano. Nel frattempo, la fazione pro-francese della popolazione di Asti insorse contro gli imperiali riuscendo a scacciarli.
Giunto a Roma, Carlo V aveva pressato Paolo III a unirsi alla causa imperiale, ma il pontefice rimase fermo nelle sue convinzioni. Nonostante ciò, Carlo V invase la Provenza avanzando verso Aix-en-Provence, che cadde il 13 agosto 1536. L'imperatore non fu, tuttavia, in grado di proseguire poiché l'esercito francese riuscì a bloccare tutte le vie che conducevano a Marsiglia e, di conseguenza, Carlo dovette ritirarsi e rinunciare ad attaccare Avignone, allora pesantemente fortificata. L'infruttuosa spedizione di Carlo V in Provenza distrasse la sua attenzione dagli eventi in Italia. Le truppe francesi operanti in Piemonte furono raggiunte da 10 000 fanti italiani e da alcune centinaia di cavalieri in marcia verso Genova, condotte da Guido II Rangoni e altri membri della nobiltà militare della Lombardia meridionale. Nel 1533, Galeotto aveva acquisito il controllo di Mirandola uccidendo lo zio Giovanni Francesco II Pico della Mirandola. I francesi marciarono poi verso il Piemonte arrivando a occupare Carignano insieme a Pinerolo, Chieri e Carmagnola. Quasi tutto lo Stato dei Savoia cadeva in mano a Francesco I.

### Francesco I tra alleanze extracattoliche e alleanze extracristiane

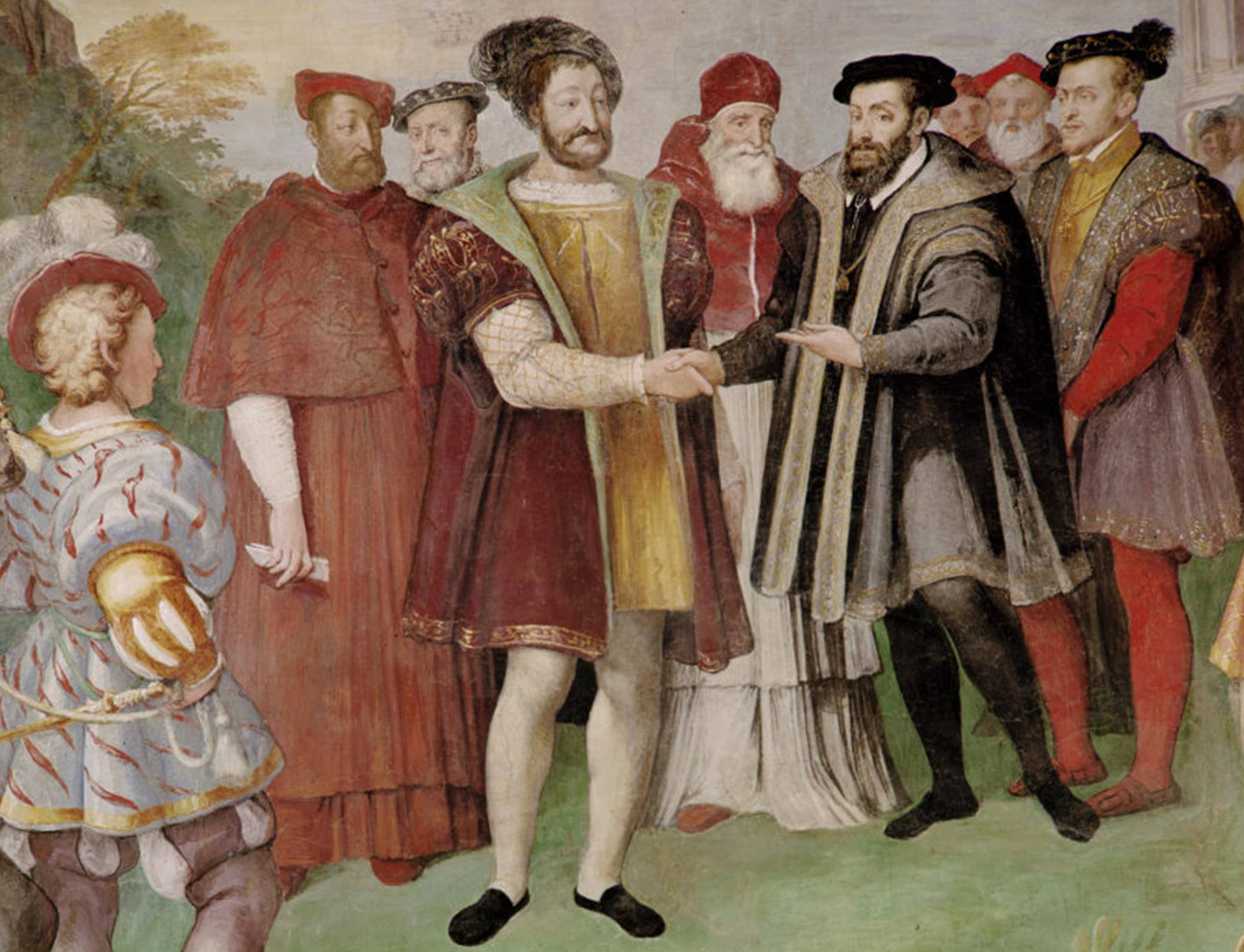
Taddeo Zuccari, la tregua di Nizza del 1538 tra Francesco I di Francia (a sinistra) e Carlo V d'Asburgo (a destra). Mediatore fra i due papa Paolo III.

Intanto, l'ambasciatore francese Jean de La Forêt presso la corte del sultano Solimano il Magnifico, vista l'intenzione di quest'ultimo d'invadere l'Italia, ottenne, all'inizio del 1536, un trattato di alleanza tra l'Impero ottomano e la Francia. Alla fine dello stesso anno, una flotta turca si trovava già al largo di Genova, pronta ad attaccare in coordinamento con le forze terrestri che marciavano verso la stessa città. Tuttavia, nell'agosto del 1536, le truppe trovarono il presidio di Genova recentemente rinforzato e, inoltre, un'attesa rivolta in città non si era materializzata. La partecipazione attiva dei turchi alla guerra non fu quindi significativa ma il loro stesso ingresso nel conflitto ebbe un effetto frenante sulle azioni di Carlo V, che si trovò a fronteggiarli a est, mentre doveva confrontarsi con i francesi a ovest e i principi luterani (riunitisi nella Lega di Smalcalda) nel proprio interno, ponendolo quindi nelle condizioni di perseguire una pace. La Tregua di Nizza, firmata da Carlo V e Francesco I il 18 giugno 1538 grazie alla mediazione dal nuovo papa Paolo III, desideroso di riunificare le forze cristiane contro il nemico turco, mise termine alle ostilità, lasciando in mano francese i territori piemontesi occupati, ma senza altre significative modifiche tra gli Stati italiani.

## La guerra del 1542-1546

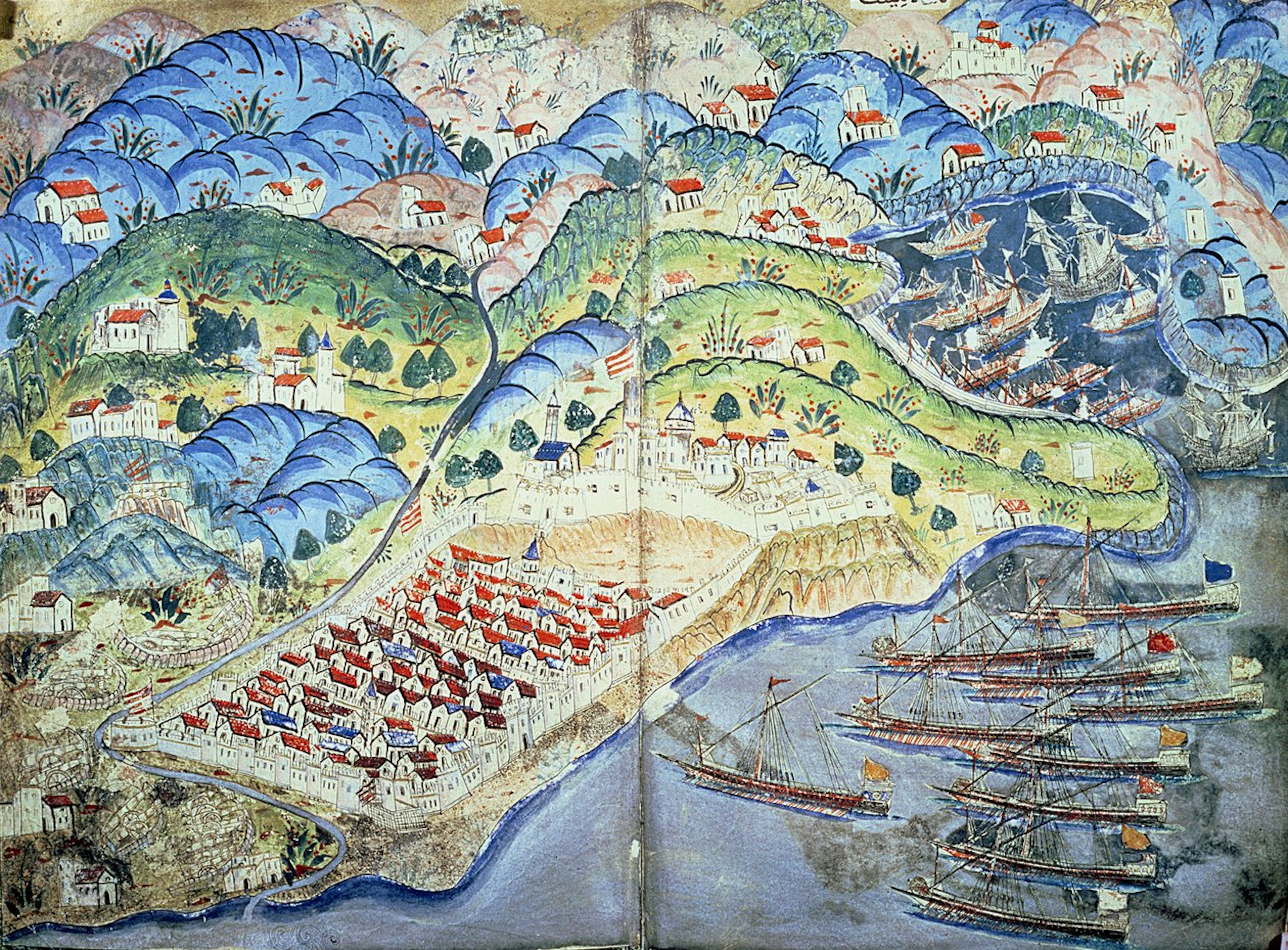
L'Assedio di Nizza del 1543.

### L'assedio di Nizza
Nel 1542 Francesco I di Francia ruppe la tregua stabilita a Nizza alcuni anni addietro. Infatti il sovrano francese, alleatosi con il sultano ottomano Solimano I il Magnifico, riprese le ostilità, lanciando una flotta franco-ottomana, comandata dall'ammiraglio turco Khayr al-Din Barbarossa, contro la città savoiarda di Nizza (Assedio di Nizza del 1543) che venne conquistata il 22 agosto 1543. Il fatto che un esercito cristiano e uno islamico avessero in concerto attaccato una città cristiana fu considerato dai contemporanei un evento sconcertante, tuttavia il re Francesco I compì qualcosa di ancora più scandaloso quando concesse il porto di Tolone alla flotta ottomana come quartiere navale per trascorrere l'inverno.

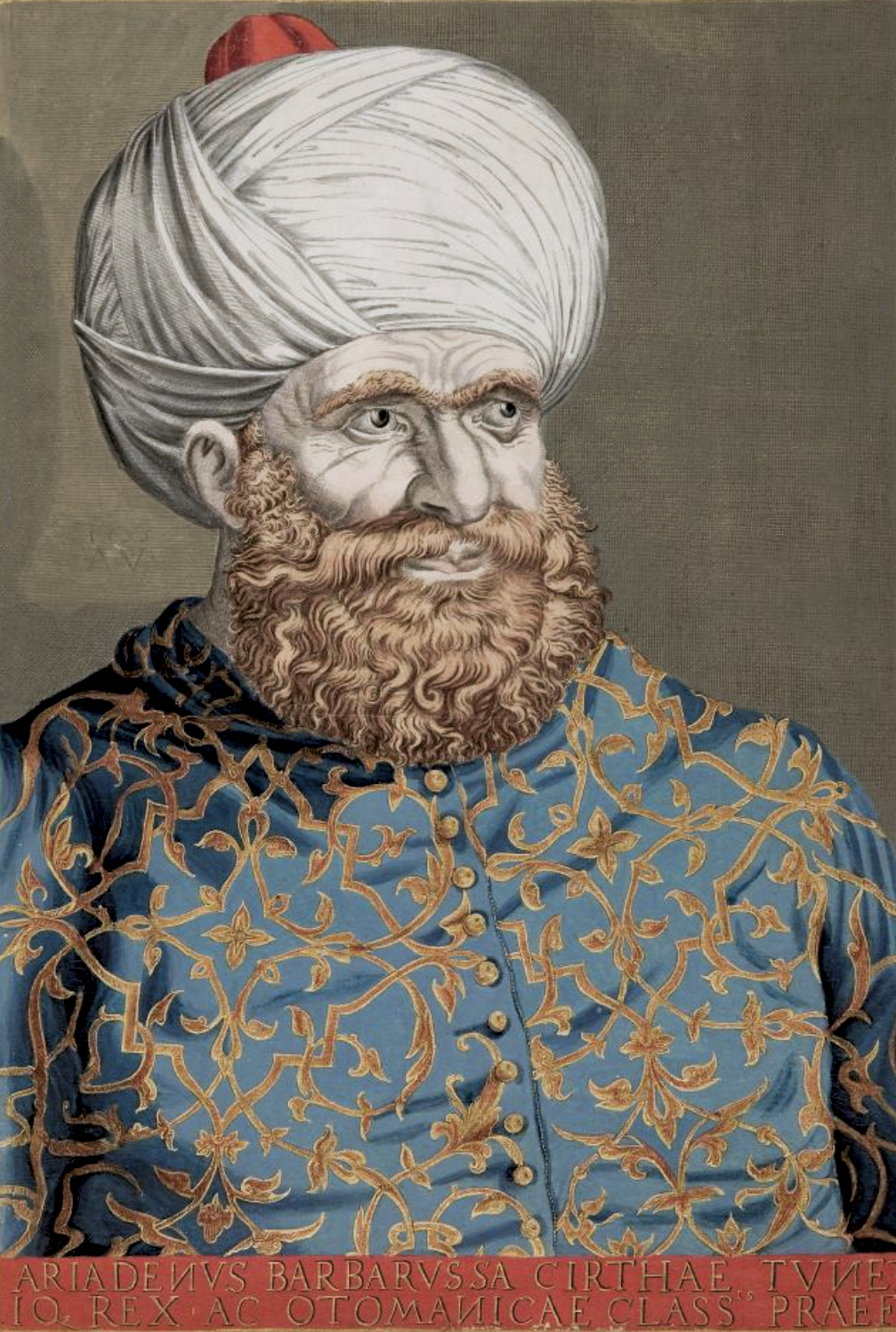
L'ammiraglio turco Khayr al-Din Barbarossa, l'alleanza franco-ottomana destò molto scalpore tra i contemporanei.

Nel frattempo le truppe francesi, comandate da Francesco di Borbone-Vendôme, sbaragliarono quelle imperiali nella Battaglia di Ceresole, ma non riuscirono a penetrare ulteriormente in Lombardia. Il 6 gennaio 1537, Alessandro de' Medici, duca di Firenze, fu assassinato da suo lontano cugino, Lorenzino de' Medici. Con ciò alcuni cittadini fiorentini tentarono di stabilire una repubblica in città, mentre altri della fazione medicea cercarono di mettere al potere il diciassettenne Cosimo de' Medici. La fazione repubblicana riuscì a sollevare un esercito sotto il comando di Piero Strozzi mentre gli avversari chiesero aiuto a Carlo V (la cui figlia aveva sposato il duca assassinato) che riuscì ad esiliare i repubblicani. Il re Francesco I sostenne la fazione repubblicana nella speranza di impedire a Carlo V di impadronirsi della città toscana. Il 4 giugno 1544, l'esercito di repubblicani esiliati da Firenze, sotto il comando di Piero Strozzi, fu sconfitto da un esercito imperiale condotto da Philippe de Lannoy e dal principe di Salerno, Ferrante Sanseverino.
Carlo V, inoltre, si alleò con il re Enrico VIII d'Inghilterra e i loro due eserciti invasero la Francia settentrionale conquistando Boulogne nel 1544 e Soissons. Il resto della guerra si svolse quindi nei Paesi Bassi e nelle province orientali della Francia, ma non riuscì a risolversi in una battaglia conclusiva, per l'una o per l'altra parte, nonostante che ad un certo punto le truppe inglesi e imperiali si trovassero a meno di sessanta miglia da Parigi. Inoltre la mancanza di coordinamento tra le truppe inglesi e quelle ispanico-imperiali e il deterioramento della situazione nel Mediterraneo, con l'avanzata dei turchi, portarono Carlo V a chiedere la cessazione delle ostilità e la restaurazione della situazione precedente in Francia e Italia.

### La Pace di Crépy
Nel 1544 i contendenti decisero perciò di firmare la pace di Crépy che, pur assegnando definitivamente la Lombardia agli Asburgo e i territori dei Savoia alla Francia, lasciò ancora una volta insolute le principali questioni e la possibilità di nuove guerre.

## La guerra del 1551-1559

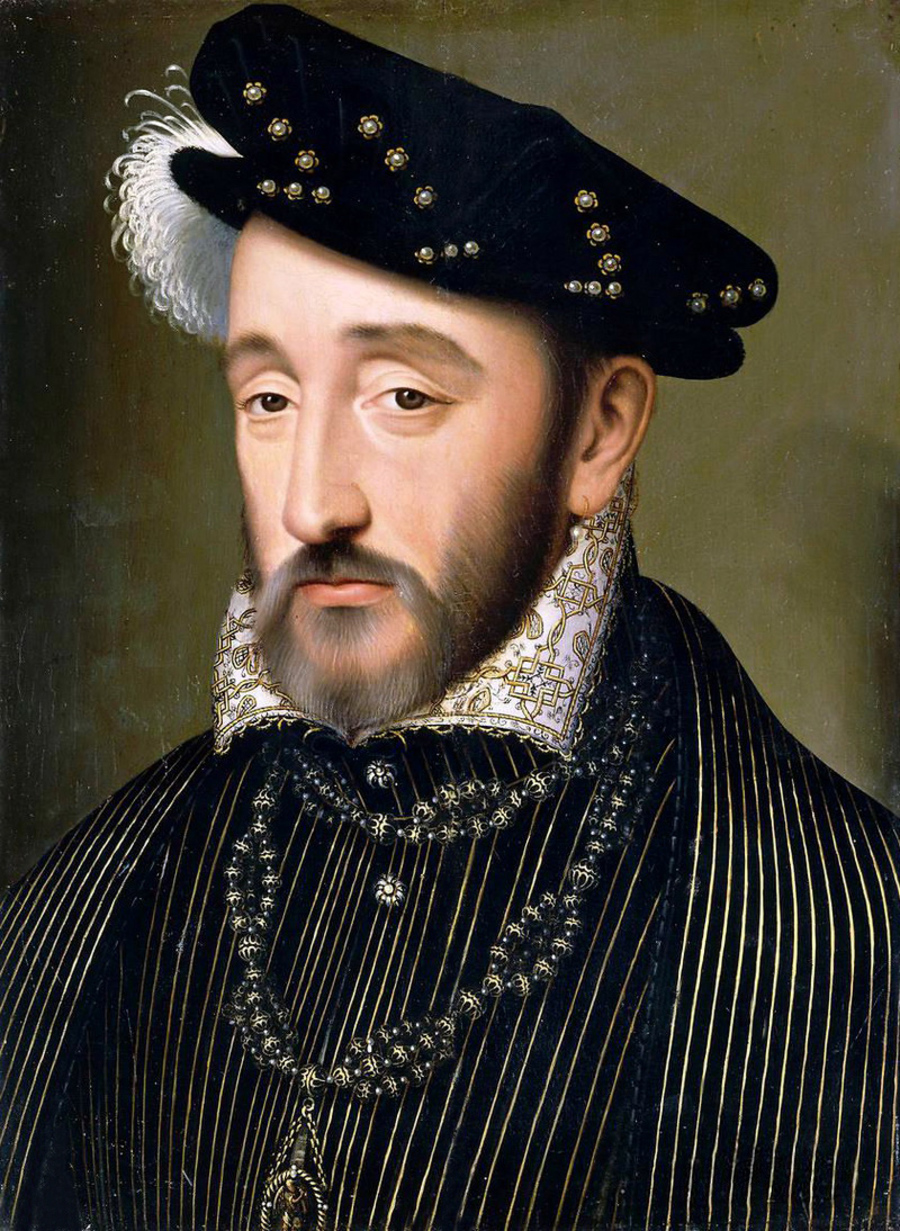
Enrico II di Francia, successore di Francesco I, ritratto da François Clouet.

La morte di Francesco I, nel 1547, dopo più di trent'anni di regno, non significò la fine delle ostilità tra Francia e Asburgo. La politica antimperiale venne infatti proseguita dal nuovo sovrano francese Enrico II, che nel 1551 riprese le ostilità contro la casata d'Austria e Spagna. Contrariamente a suo padre però concentrò le sue mire verso i confini nord orientali della Francia, anziché verso l'Italia, che comunque restò un teatro importante di operazioni. Inoltre, pur essendo egli il re cristianissimo, non si fece problemi, come già il padre, ad allearsi con i protestanti tedeschi e i musulmani turchi, per logorare gli avversari su più fronti.
A partire dal 1552 Enrico II invase la Lorena e occupò i vescovadi di Metz, Toul e Verdun, intrecciando abilmente questa terza e ultima fase delle guerre franco-asburgiche cinquecentesche con il conflitto che, dal 1546, vedeva impegnato Carlo V contro i principi luterani tedeschi. Dopo tre anni di sfiancante guerra di logoramento, la sovrapposizione dei conflitti e la simultanea presenza di due irriducibili nemici, come l'esercito francese e quello dei principi tedeschi, indusse Carlo V a interrompere i conflitti. Perciò nel 1555, con la pace di Augusta (mediata dal fratello Ferdinando e molto importante anche dal punto di vista religioso), Carlo V trovò un accordo con i protestanti, mentre concordò la tregua di Vaucelles con Enrico II.

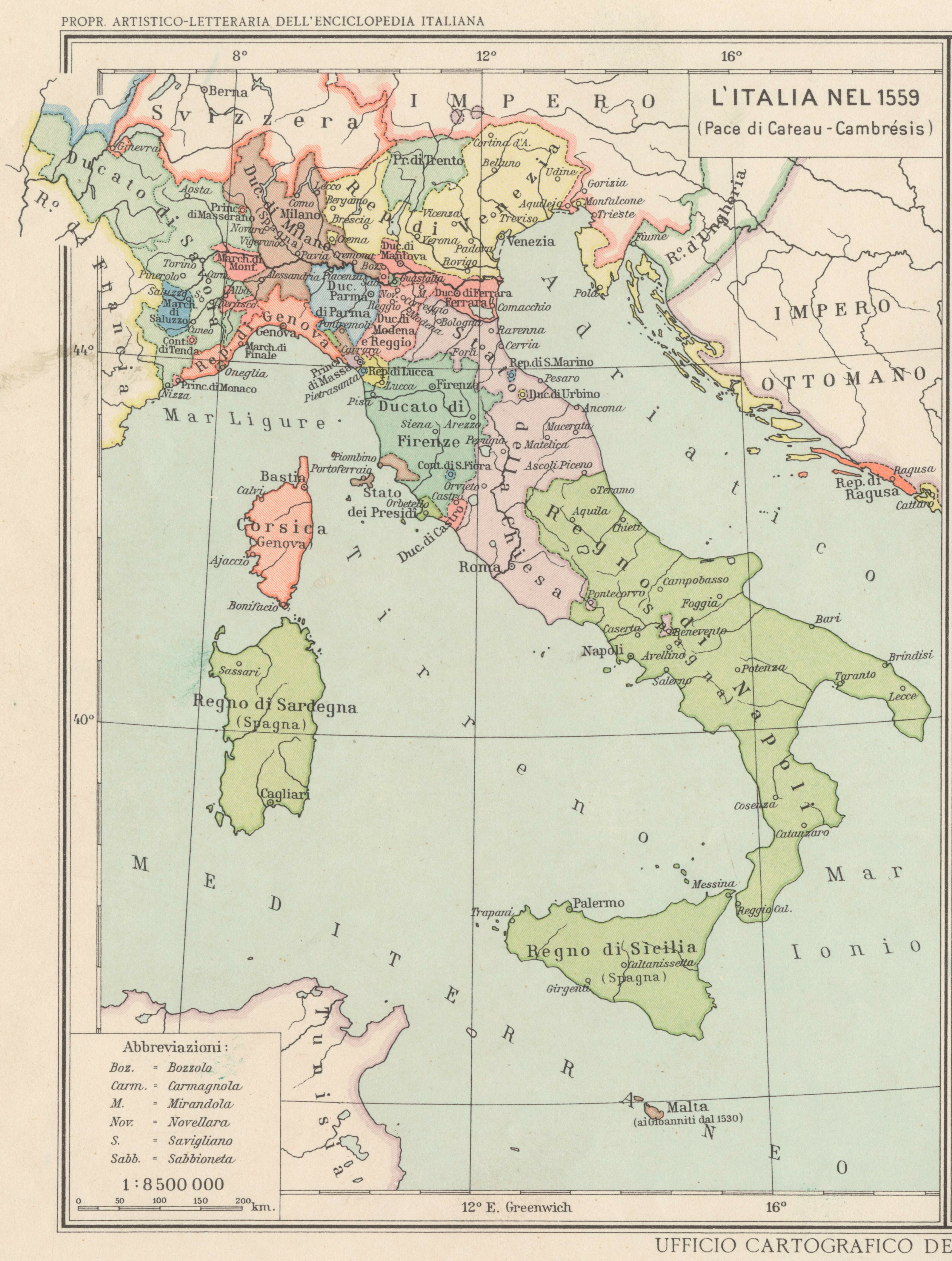
Mappa del territorio italiano dopo la pace di Cateau-Cambrésis

Ancora più sorprendentemente, l'imperatore decise di abbandonare la scena politica e militare europea, che lo vedeva indiscusso protagonista da più di un trentennio. Difatti Carlo V, ormai logorato dai continui impegni, abdicò dai suoi domini in favore del figlio Filippo II in Spagna, Italia, Paesi Bassi e nei domini extraeuropei e in favore di suo fratello Ferdinando I nel Sacro Romano Impero, ritirandosi quindi in un convento in Spagna a terminare la sua vita nella preghiera.
Il conflitto continuò comunque con i successori. Infatti tra il 1557 e il 1559 riprese la lotta tra Enrico II, alleato con il nuovo papa Paolo IV, e Filippo II di Spagna. Emanuele Filiberto di Savoia, al comando delle truppe spagnole, sconfisse definitivamente i francesi nella battaglia di San Quintino nel 1557. Ma gli enormi costi della guerra, acuiti dalle bancarotte subite dai due Stati in quegli anni, costrinsero i contendenti a firmare una pace con contenuti più duraturi delle precedenti. Perciò nonostante la sconfitta, nella pace di Cateau-Cambrésis i francesi riuscirono a tenere le tre importanti piazzeforti in Lorena, recuperare Calais (tolta agli inglesi entrati brevemente nel conflitto) e a mantenere l'occupazione di Saluzzo in Piemonte.

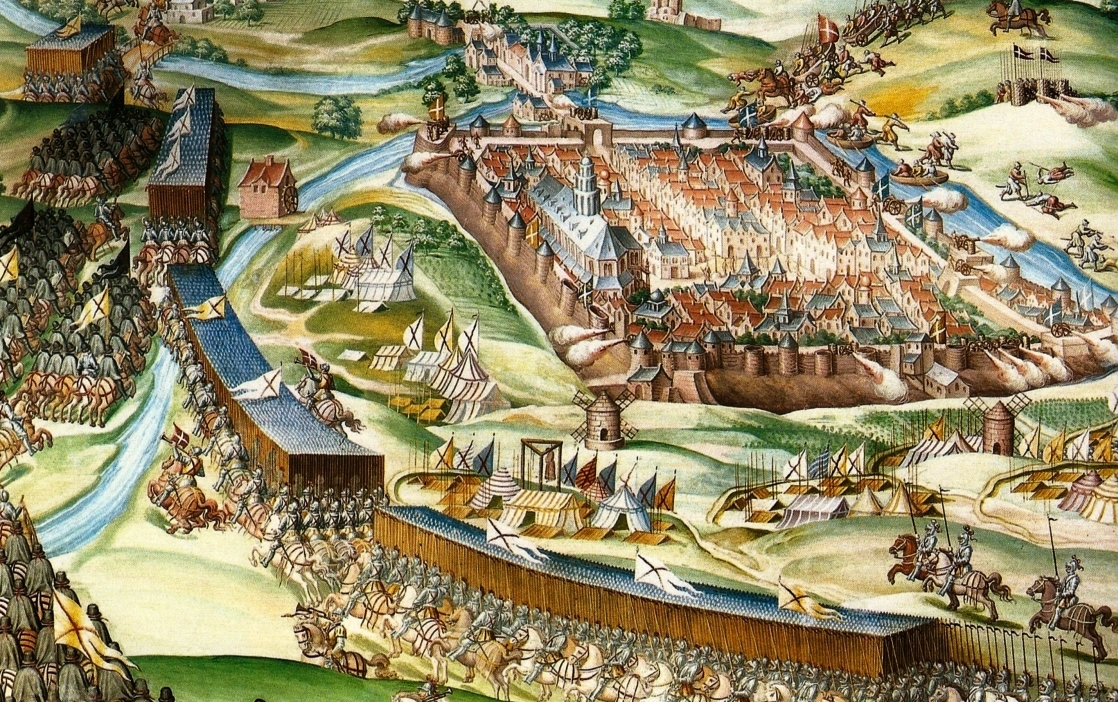
La battaglia di San Quintino del 1557.

### La guerra di Siena

Cosimo I de’ Medici

In questo periodo di tempo il conflitto continuò anche in Italia. La Repubblica di Siena, tradizionalmente alleata dell'Impero e degli Asburgo, si ribellò alla sua (esosa e molesta) guarnigione spagnola. Non fu possibile arrivare a un compromesso, anche perché Siena si appoggiò alla Francia facendo entrare in città truppe francesi (poi si alleerà anche all'Impero turco ottomano, che invierà, troppo tardi, una flotta nel mar Tirreno) e agli esuli repubblicani fiorentini, tra cui anzi scelse il suo comandante militare, il maresciallo di Francia Piero Strozzi.
Anche la Spagna cercò d'internazionalizzare il conflitto e si alleò alla tradizionale rivale di Siena, Firenze, ora retta in ducato dalla famiglia Medici e molto preoccupata per la presenza di esuli fiorentini filo-repubblicani nell'esercito senese.
La città fu rapidamente messa d'assedio (in modo molto duro), dalle truppe alleate guidate dal mercenario lombardo (e filo-spagnolo) Gian Giacomo de' Medici, durante l'inverno 1554, mentre nell'estate di quel medesimo anno (2 agosto 1554) le truppe franco-senesi furono travolte nella battaglia di Marciano della Chiana, conosciuta anche come rotta di Scannagallo.
Siena si arrese alle truppe fiorentine e alleate il 21 aprile 1555, anche se una parte dell'aristocrazia cittadina si rifugiò a Montalcino, arrendendosi solo nel 1559, quando furono abbandonati dai francesi.

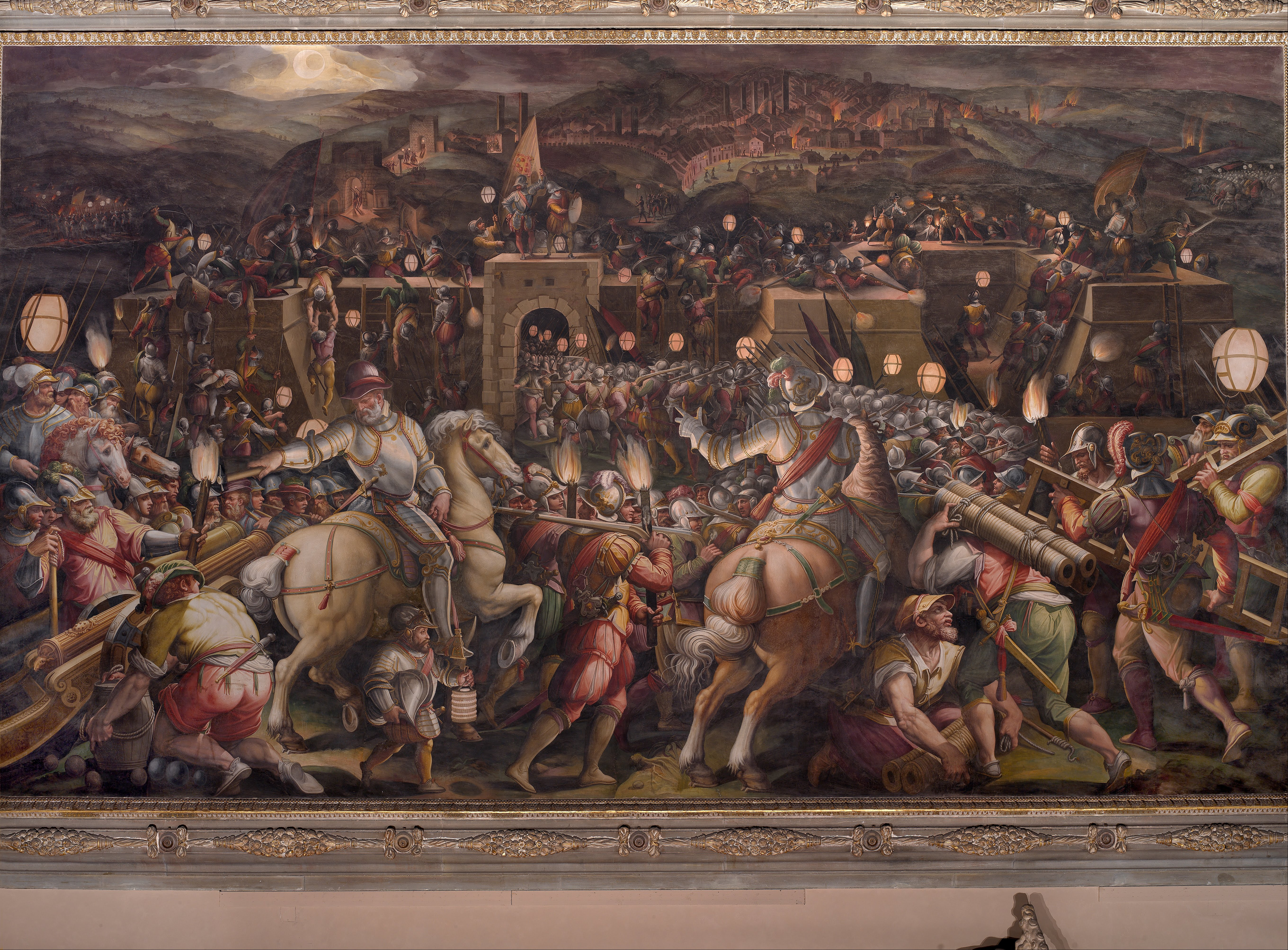
La Presa del forte presso la Porta Camollia di Siena (notte tra il 26 e il 27 gennaio 1554) raffigurata in un dipinto di Giorgio Vasari.

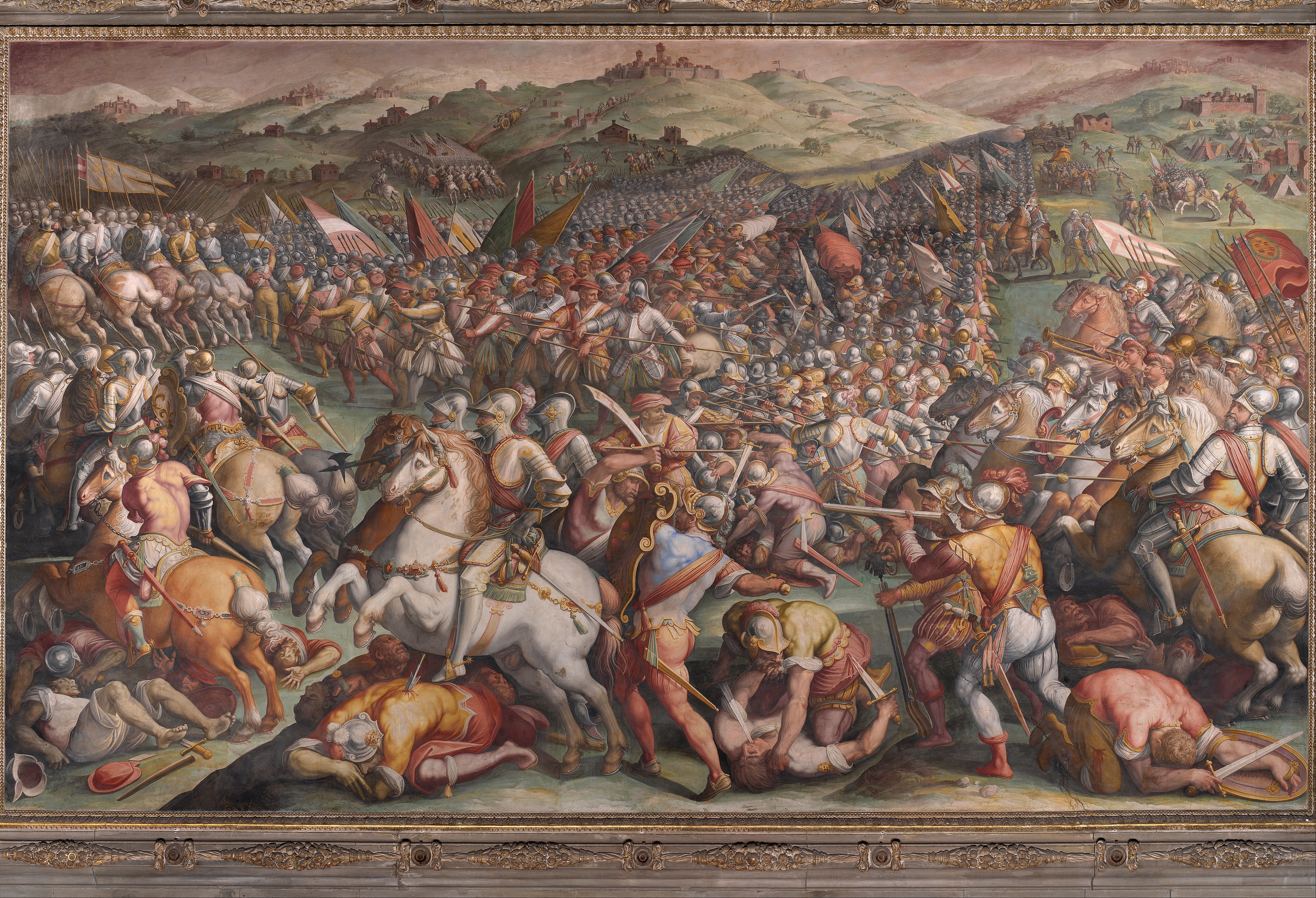
La battaglia di Marciano della Chiana (2 agosto 1554) raffigurata in un dipinto di Giorgio Vasari.

La Repubblica di Siena fu smembrata tra il Ducato di Firenze e il Vicereame di Napoli (sottoposto alla Spagna) cui andò il cosiddetto Stato dei Presidii, ricavato da alcune fortezze, prevalentemente maremmane.
Dieci anni dopo la Pace di Cateau-Cambrésis il Ducato di Firenze (1532-1569) fu rinominato Granducato di Toscana (1569-1801; 1815-1859).

## Conclusioni

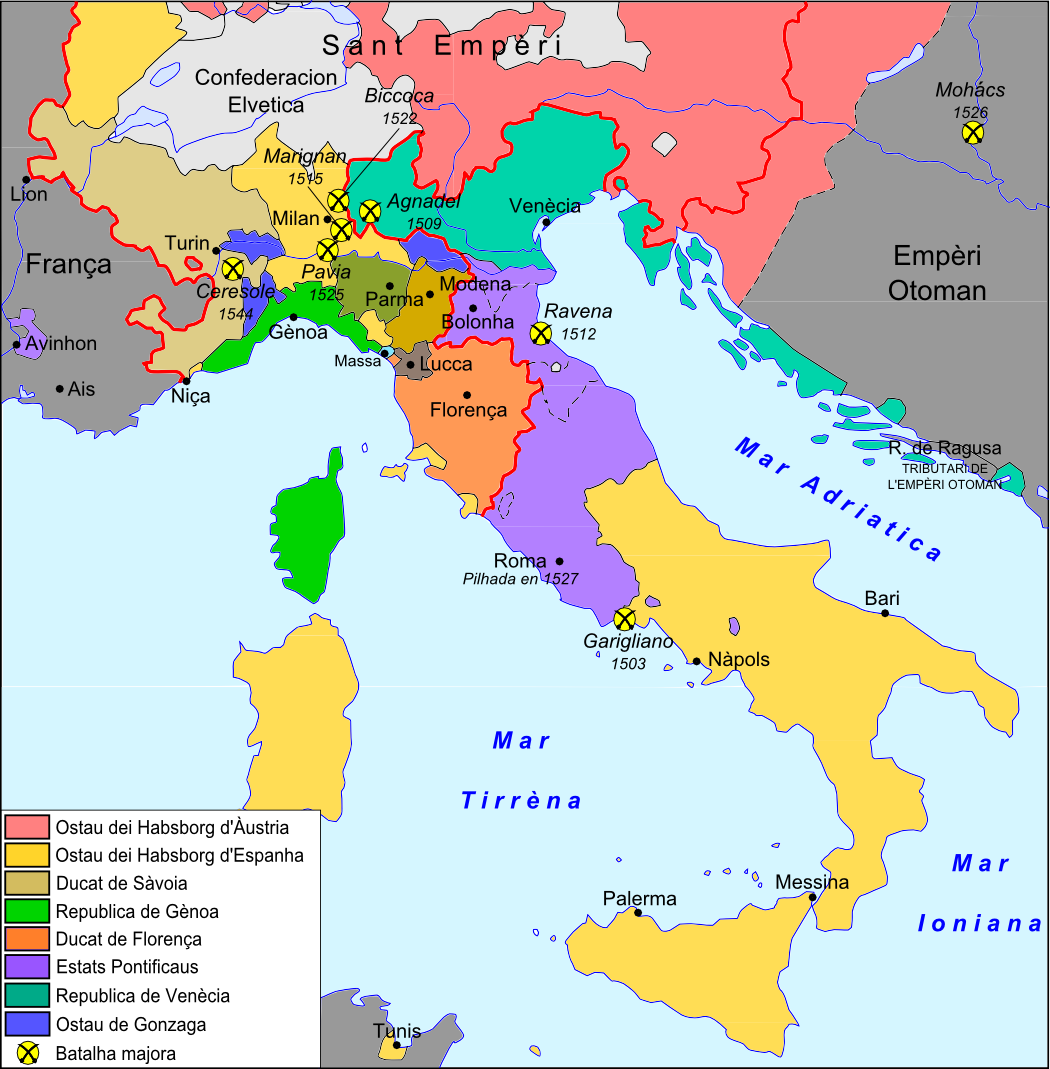
Mappa dell'Italia nel 1559, alla fine delle guerre del XVI secolo.

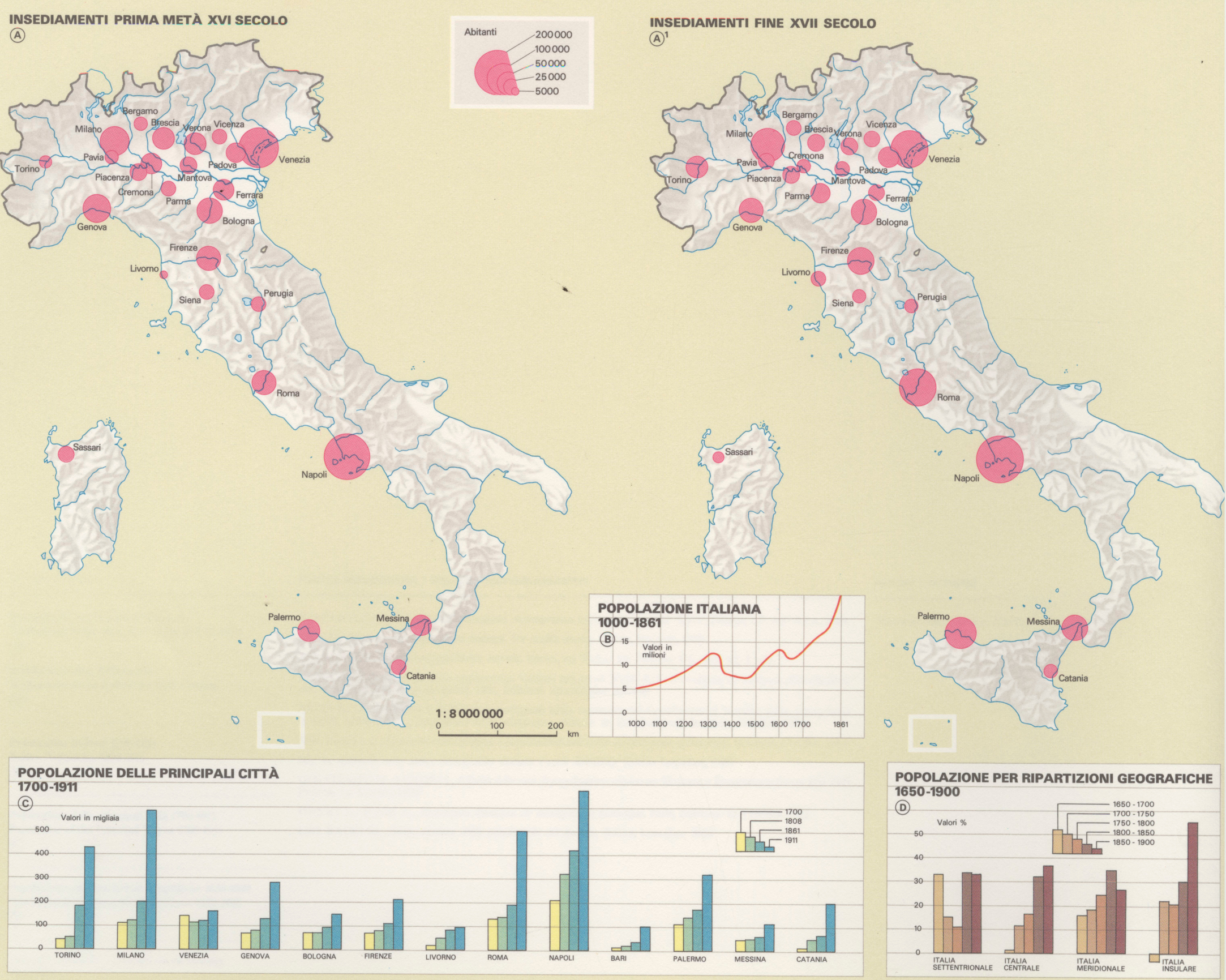
Insediamenti in Italia fra il XVI e il XVII secolo

La pace di Cateau-Cambrésis nel 1559 portò a termine più di un sessantennio di guerre ininterrotte per il dominio sull'Italia e l'egemonia in Europa. Il 2 aprile fu firmata la pace tra i delegati di Elisabetta I d'Inghilterra e di Enrico II di Francia. Il 3 aprile lo stesso fu fatto tra Enrico II di Francia e Filippo II di Spagna. L'imperatore Ferdinando I d'Asburgo approvò anch'egli la pace, pur non firmando un trattato separato.
La Francia perse la Savoia e il Piemonte, restituiti al duca Emanuele Filiberto, ma conservò il possesso del Marchesato di Saluzzo; inoltre ottenne di mantenere il possesso di Calais, che gli inglesi tenevano come avamposto in terra francese, sin dai tempi della guerra dei cent'anni e infine riuscì a conservare i vescovadi di Metz, Toul e Verdun, importanti piazzeforti nella Lorena.

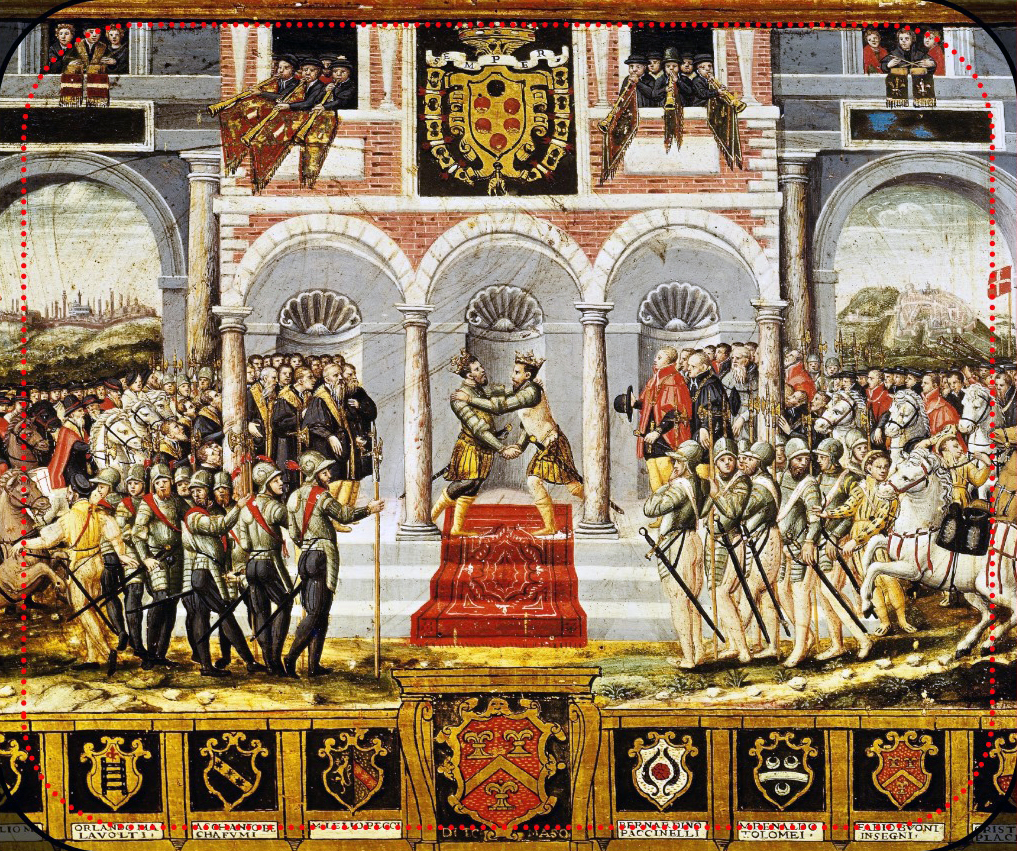
I delegati delle monarchie francese e spagnola si accordarono nella pace di Cateau-Cambrésis.

La Spagna rafforzò la sua presenza nella penisola e nelle isole, mantenendo quattro domini (Milano, Napoli, Sicilia, Sardegna). Appannaggio della corona di Napoli era anche il possesso di un piccolo territorio, ma di grande importanza strategica, quello dei Presidii, lungo la costa toscana. Metà dell'Italia finiva quindi sotto dominazione spagnola, mentre l'altra metà rimase indipendente.
Quanto a Ferdinando, egli continuò a considerare gli Stati dell'Italia settentrionale (eccettuata Venezia) come feudi imperiali. Sempre nel 1559, Ferdinando istituirà una sezione speciale del Consiglio aulico con il compito di far valere la giurisdizione imperiale su questi Stati. La Spagna, in controllo del più grande di questi feudi, ovvero Milano, poteva esercitare pressioni sugli altri Stati italiani confinanti. Venezia mantenne un'indipendenza piuttosto ampia, anche se pressata dagli Uscocchi e incuneata tra l'Austria e la Lombardia spagnola, e anche i Savoia, Genova e il papato mantennero un margine di iniziativa politica autonoma, alleandosi con gli Asburgo o con la Francia a seconda dei periodi.
Con la pace di Cateau-Cambrésis si conclusero quindi le cosiddette Guerre d'Italia e con questi accordi vennero regolati gli equilibri europei fino alla pace di Vestfalia del 1648, con gli Asburgo di Spagna e Austria quali principali arbitri della politica continentale. La pace fu in particolare importante nella storia d'Italia, poiché segnò la vera conclusione di quei conflitti che in poco meno di settant'anni avevano frantumato l'antica politica dell'equilibrio e fatto diventare la penisola un campo di battaglia aperto alle potenze straniere. Al tempo stesso l'accordo rappresentava il definitivo consolidamento del domini spagnoli in Italia. Gli Stati del Mezzogiorno passeranno ad un ramo cadetto dei Borbone di Spagna dopo le guerre di successione austriache del '700. Sempre al seguito delle guerre di successione, gli Asburgo-Lorena d'Austria otterranno un diretto controllo su Lombardia e Toscana. Si può quindi dire che l'assetto di Cateau-Cambrésis rimase quasi inalterato per 150 anni, con alcune eccezioni come la Guerra di successione di Mantova e del Monferrato.

## Armi ed eserciti
Le guerre d'Italia hanno visto l'introduzione di molti significativi progressi nella tecnologia e nelle tattiche militari, tra cui l'artiglieria da campagna, i moschetti e le tattiche combinate.

### Fanteria

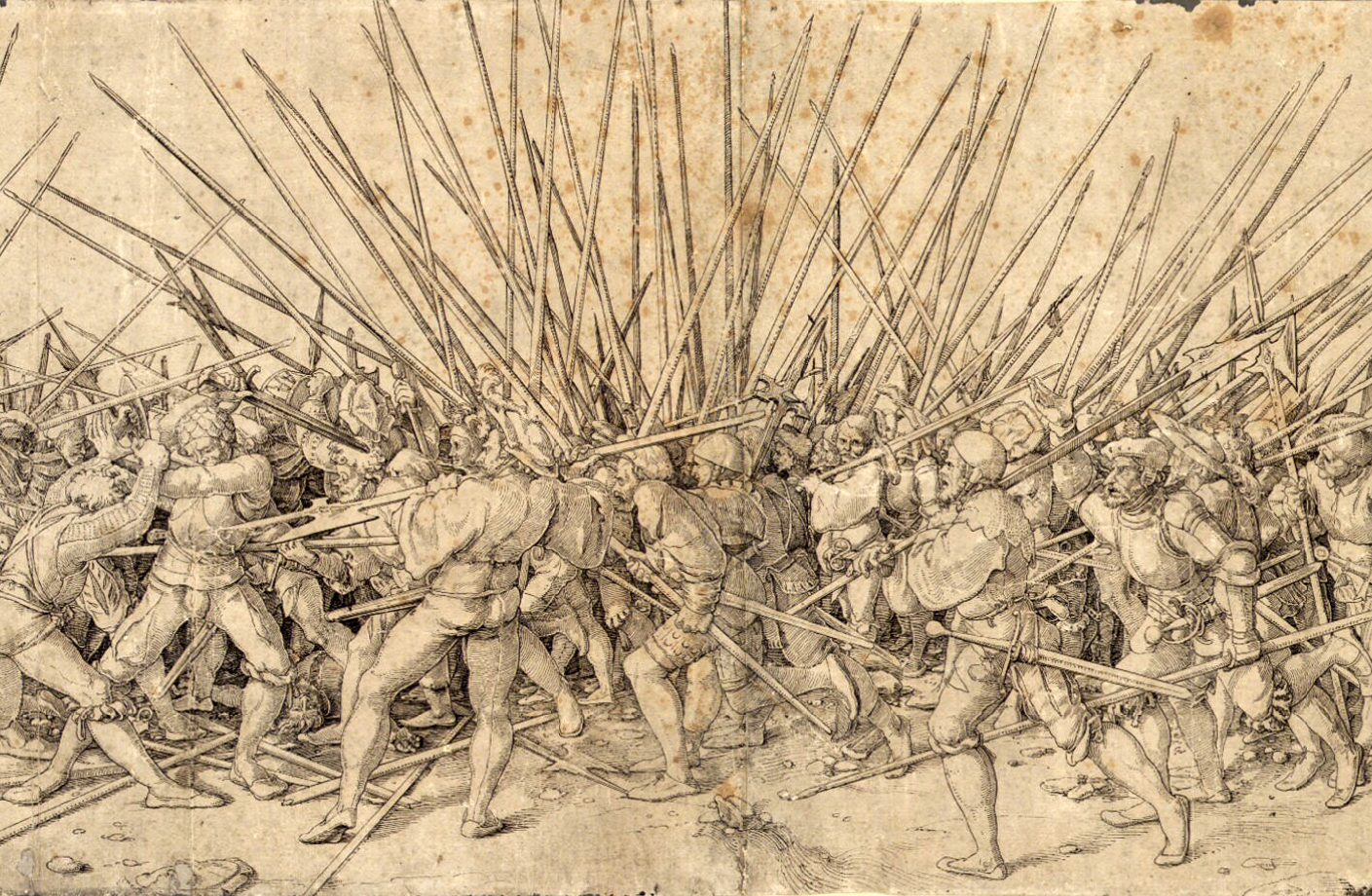
Scompiglio creato dall'incontro in battaglia di due formazioni a riccio, una di lanzichenecchi e una di mercenari svizzeri

La fanteria vide profonde evoluzioni durante le guerre italiane, trasformandosi da una forza prevalentemente armata con picche e alabarde a una disposizione più flessibile di archibugieri, picchieri e altre specialità. Mentre la prima parte delle guerre ha visto il prevalere dei mercenari svizzeri e dei lanzichenecchi, dal 1521 si sono affermati i gruppi dotati di armi da fuoco.
Nel 1503, una schermaglia tra le forze francesi e spagnole rappresentò la prima dimostrazione dell'utilità degli archibugi in battaglia. Il generale spagnolo Gonzalo de Cordoba (italianizzato in Consalvo da Cordova) finse una ritirata, attirando un contingente di uomini d'arme tra due gruppi di suoi archibugieri. Come l'esercito francese si trovò tra il tiratori, raffiche di proiettili li colpirono duramente su entrambi i fianchi. Prima che i francesi potessero attaccare i vulnerabili archibugieri, una carica di cavalleria spagnola ruppe le forze francesi e le costrinse alla ritirata. Mentre l'esercito francese era in rotta, i nemici spagnoli gli inflissero gravi perdite.
Il successo dell'impiego delle armi da fuoco nelle guerre italiane spinse Niccolò Machiavelli, spesso descritto come un nemico dell'uso del archibugi, a scrivere nel suo trattato Dell'arte della guerra che tutti i cittadini di una città dovessero sapere come sparare con una pistola.

### Cavalleria

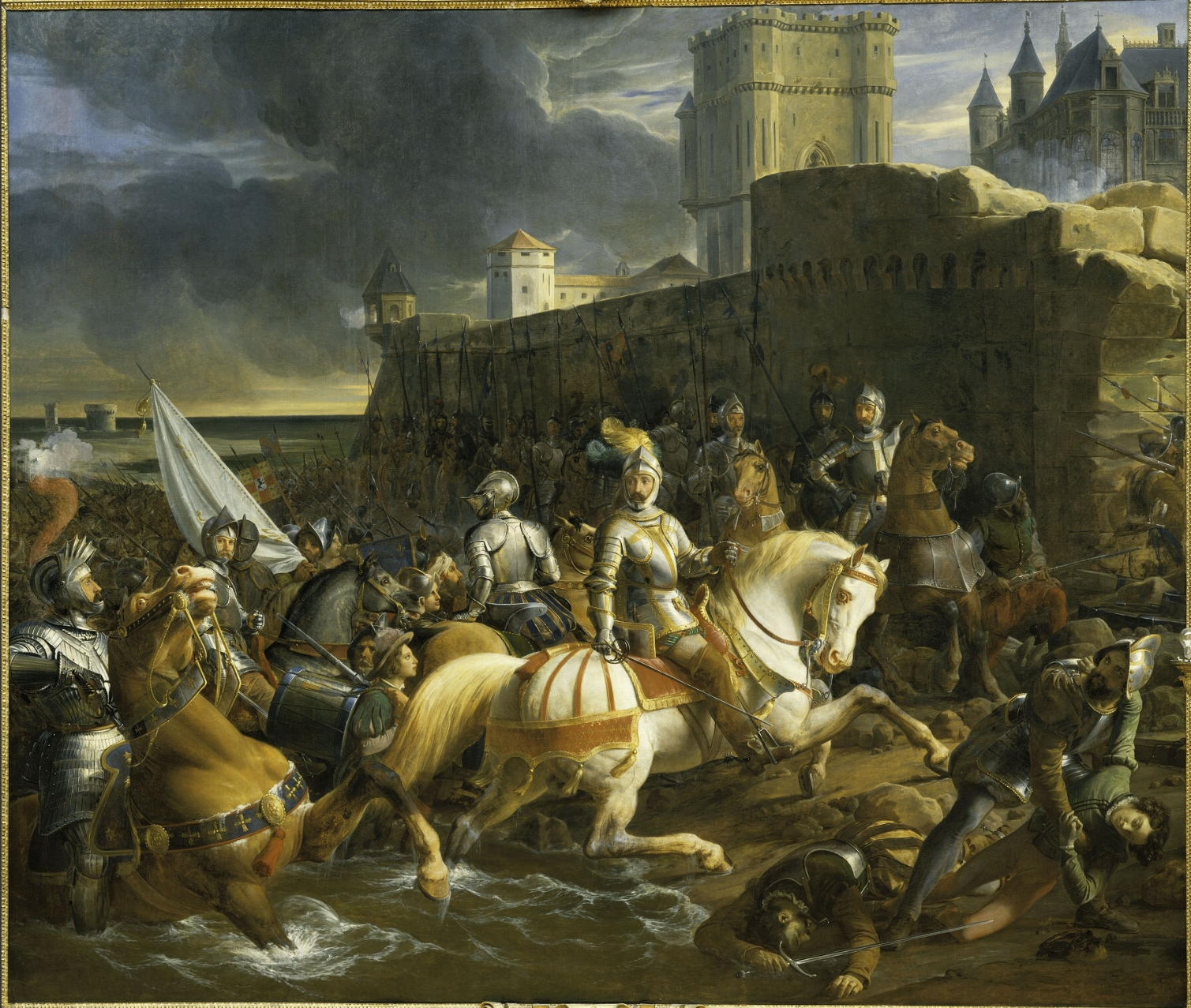
Francesco I di Guisa durante l'assedio di Calais.

La cavalleria pesante - l'ultima evoluzione dei cavalieri medievali corazzati - rimase la protagonista nei campi di battaglia delle guerre italiane. I gendarmi francesi si dimostrarono generalmente i più efficaci contro le truppe a cavallo degli altri Stati, principalmente per via degli eccellenti cavalli in loro possesso. Gli spagnoli utilizzarono un tipo di cavalleria chiamata Jinete nelle loro sortite.

### Artiglieria
Le guerre italiane videro l'artiglieria, in particolare quella da campo, assumere un ruolo indispensabile in qualsiasi esercito di prim'ordine. Carlo VIII, durante la sua invasione d'Italia, portò con sé un corteo d'assedio veramente mobile, costituito da colubrine e bombarde montate su carrelli a ruote, che poteva essere schierato contro una fortezza nemica subito dopo l'arrivo. L'arsenale d'assedio francese portò con sé diverse innovazioni tecnologiche. L'esercito di Carlo utilizzò i cavalli per tirare i cannoni piuttosto che i buoi tipicamente utilizzati fino a quel momento. Inoltre, i cannoni francesi, forgiati con gli stessi metodi utilizzati per produrre le campane in bronzo, vantavano una leggerezza e una mobilità in precedenza sconosciute. Il miglioramento più importante dei francesi fu tuttavia la creazione delle palle di cannone in ferro. Prima delle guerre italiane, l'artiglieria sparava palle di pietra che spesso si frantumavano al momento dell'impatto. L'invenzione dei mulini ad acqua permise il funzionamento di forni con una temperatura sufficiente per fondere il ferro al fine di realizzare le palle di cannone. Con questa tecnologia, l'armata di Carlo poteva espugnare, nel giro di qualche ora, mura e castelli che in precedenza avevano resistito assedi lunghi mesi o addirittura anni.
Gli eserciti delle guerre italiane furono guidati da una grande varietà di comandanti, dai mercenari ai condottieri nobili fino allo stesso re.

### Fortificazioni
La maggior parte dei combattimenti avvenuti durante le guerre italiane ebbe luogo durante gli assedi. Quella della prima discesa di Carlo VIII in Italia è tradizionalmente considerata la data iniziale dello sviluppo della fortificazione alla moderna, che porterà alla nascita di sistemi fortificati sempre più complessi durante le successive invasioni. L'esercito di Carlo VIII infatti disponeva di una moderna artiglieria davanti alla quale molti antiquati castelli medioevali dovettero soccombere. Questi sistemi si diffonderanno presto in tutta Europa, inizialmente ad opera di ingegneri italiani.